# Torneo Argentino B 1995-96
El Torneo Argentino B 1995-96 fue el primero y correspondió a la cuarta división del fútbol argentino para los clubes indirectamente afiliados. Se desarrolló entre el 15 de octubre de 1995, con el inicio de la Primera fase, y el 14 de abril de 1996, con las finales de vuelta por el ascenso. En ella participaron 126 equipos provenientes de 22 provincias, exceptuando Tierra del Fuego.
El torneo consagró campeones a Mataderos de Necochea y Almirante Brown de Arrecifes, accediendo a la tercera fase de la temporada en disputa del Torneo Argentino A, asegurando el ascenso hasta la próxima temporada, siendo la primera vez que equipos de cuarta categoría tienen la posibilidad de ascender 2 categorías en una misma temporada.

## Equipos participantes

### Clasificados a primera fase
| Grupo             | Club                                                              | Ciudad                        | Provincia           | Liga de Origen                               |
| ----------------- | ----------------------------------------------------------------- | ----------------------------- | ------------------- | -------------------------------------------- |
| Región Bonaerense |                                                                   |                               |                     |                                              |
| Grupo A           | Brown                                                             | Arrecifes                     | Buenos Aires        | Liga de fútbol de Arrecifes                  |
| Grupo A           | Central Buenos Aires                                              | Zárate                        | Buenos Aires        | Liga Zarateña de fútbol                      |
| Grupo A           | Deportivo Mandiyú                                                 | Campana                       | Buenos Aires        | Liga Campanense de fútbol                    |
| Grupo A           | Grand Bourg                                                       | Grand Bourg                   | Buenos Aires        | Liga Escobarense de fútbol                   |
| Grupo B           | Defensores de Belgrano                                            | Villa Ramallo                 | Buenos Aires        | Liga Nicoleña de fútbol                      |
| Grupo B           | Hughes Football Club                                              | Hughes                        | Santa Fe            | Liga Venadense de fútbol                     |
| Grupo B           | Paraná Fútbol Club                                                | San Pedro                     | Buenos Aires        | Liga Deportiva Sampedrina                    |
| Grupo B           | Sports Club                                                       | Pergamino                     | Buenos Aires        | Liga de fútbol Pergamino                     |
| Grupo C           | Deportivo Castelli                                                | Castelli                      | Buenos Aires        | Liga Dolorense de fútbol                     |
| Grupo C           | Atlético Villa Gesell                                             | Villa Gesell                  | Buenos Aires        | Liga Madariaguense de fútbol                 |
| Grupo C           | Ranchos                                                           | Ranchos                       | Buenos Aires        | Liga Chascomunense de fútbol                 |
| Grupo C           | Centro Vecinal Unidos de Olmos                                    | Lisandro Olmos                | Buenos Aires        | Liga Amateur Platense de fútbol              |
| Grupo D           | El Fortín                                                         | Olavarría                     | Buenos Aires        | Liga de fútbol de Olavarría                  |
| Grupo D           | Sarmiento                                                         | Ayacucho                      | Buenos Aires        | Liga Ayacuchense de fútbol                   |
| Grupo D           | Ferroviarios                                                      | Balcarce                      | Buenos Aires        | Liga Balcarceña de fútbol                    |
| Grupo E           | Ateneo de la Juventud                                             | Mercedes                      | Buenos Aires        | Liga Mercedina de fútbol                     |
| Grupo E           | Sportivo Bragado                                                  | Bragado                       | Buenos Aires        | Liga Bragadense de fútbol                    |
| Grupo E           | Huracán                                                           | Chivilcoy                     | Buenos Aires        | Liga Chivilcoyana de Fútbol                  |
| Grupo E           | Rivadavia                                                         | Luján                         | Buenos Aires        | Liga Lujanense de fútbol                     |
| Grupo F           | River Plate                                                       | Chacabuco                     | Buenos Aires        | Liga Deportiva de Chacabuco                  |
| Grupo F           | Mariano Moreno                                                    | Junín                         | Buenos Aires        | Liga Deportiva del Oeste (Junín)             |
| Grupo F           | Alumni                                                            | Salto                         | Buenos Aires        | Liga de fútbol de Salto                      |
| Grupo F           | Unión                                                             | Carabelas                     | Buenos Aires        | Liga Deportiva de fútbol (Rojas)             |
| Grupo G           | Barrio Alegre                                                     | Trenque Lauquen               | Buenos Aires        | Liga Trenquelauquense de fútbol              |
| Grupo G           | Racing                                                            | Carhué                        | Buenos Aires        | Liga Regional de fútbol (Coronel Suárez)     |
| Grupo G           | Empleados de Comercio                                             | Bolívar                       | Buenos Aires        | Liga Deportiva de Bolívar                    |
| Grupo G           | Jorge Newbery                                                     | Salliqueló                    | Buenos Aires        | Liga Cultural Deportiva (Tres Lomas)         |
| Grupo H           | El Linqueño                                                       | Lincoln                       | Buenos Aires        | Liga Amateur de Deportes                     |
| Grupo H           | Ingeniero White                                                   | Banderaló                     | Buenos Aires        | Liga de fútbol de General Villegas           |
| Grupo H           | San Agustín                                                       | Nueve de Julio                | Buenos Aires        | Liga Nuevejuliense de Fútbol                 |
| Grupo H           | Defensores del Este                                               | Pehuajó                       | Buenos Aires        | Liga Pehuajense de fútbol                    |
| Región Litoral    |                                                                   |                               |                     |                                              |
| Grupo A           | Colegiales                                                        | Concordia                     | Entre Ríos          | Liga Concordiense de Fútbol                  |
| Grupo A           | Santa Rosa                                                        | Chajarí                       | Entre Ríos          | Liga de fútbol de Chajarí                    |
| Grupo A           | Atlético Villa Elisa                                              | Villa Elisa                   | Entre Ríos          | Liga Departamental de Fútbol de Colón        |
| Grupo B           | Barrio Norte                                                      | Gualeguay                     | Entre Ríos          | Liga Departamental de fútbol de Gualeguay    |
| Grupo B           | Deportivo Bovril                                                  | Bovril                        | Entre Ríos          | Liga de Fútbol de Paraná Campaña             |
| Grupo B           | Deportivo Urdinarrain                                             | Urdinarrain                   | Entre Ríos          | Liga Departamental de fútbol de Gualeguaychú |
| Grupo C           | Boxing Club                                                       | Las Toscas                    | Santa Fe            | Liga Ocampense de fútbol                     |
| Grupo C           | Gimnasia y Esgrima                                                | Santa Fe                      | Santa Fe            | Liga Santafesina de Fútbol                   |
| Grupo C           | Libertad                                                          | Sunchales                     | Santa Fe            | Liga Rafaelina de fútbol                     |
| Grupo C           | Platense Porvenir                                                 | Reconquista                   | Santa Fe            | Liga Reconquistense de Fútbol                |
| Grupo D           | Alumni                                                            | Casilda                       | Santa Fe            | Liga Casildense de fútbol                    |
| Grupo D           | Atlético Empalme                                                  | Empalme Villa Constitución    | Santa Fe            | Liga de fútbol Regional del Sud              |
| Grupo D           | San Martín                                                        | Carlos Pellegrini             | Santa Fe            | Liga Departamental de fútbol San Martín      |
| Grupo D           | Centro Cultural y Deportivo del Personal del Frigorífico Paladini | Villa Gobernador Gálvez       | Santa Fe            | Asociación Rosarina de Fútbol                |
| Grupo E           | Avanti Hermandad Foot Ball Club                                   | Santo Tomé                    | Corrientes          | Liga Santotomeña de fútbol                   |
| Grupo E           | Aristóbulo del Valle                                              | Aristóbulo del Valle          | Misiones            | Liga Regional Obereña de Fútbol              |
| Grupo E           | Juventud Unida                                                    | Goya                          | Corrientes          | Liga Goyana de fútbol                        |
| Grupo F           | Sporting Panificación                                             | Paso de los Libres            | Corrientes          | Liga Libreña de fútbol                       |
| Grupo F           | Villa Rivadavia                                                   | Mercedes                      | Corrientes          | Liga Mercedeña de fútbol                     |
| Grupo F           | Centenario                                                        | Curuzú Cuatiá                 | Corrientes          | Liga de fútbol General Belgrano              |
| Grupo F           | San Lorenzo                                                       | Monte Caseros                 | Corrientes          | Liga Deportiva Casereña General San Martín   |
| Grupo G           | 13 de Junio                                                       | Pirané                        | Formosa             | Liga Piranense de fútbol                     |
| Grupo G           | Argentino del Norte                                               | Clorinda                      | Formosa             | Liga Clorindense de fútbol                   |
| Grupo G           | Sarmiento                                                         | Resistencia                   | Chaco               | Liga Chaqueña de fútbol                      |
| Grupo H           | Charata                                                           | Charata                       | Chaco               | Liga de fútbol del Noroeste Chaqueño         |
| Grupo H           | Remedios de Escalada                                              | Villa Ángela                  | Chaco               | Asociación de fútbol del Oeste Chaqueño      |
| Grupo H           | Barrio Sarmiento                                                  | Juan José Castelli            | Chaco               | Liga Saenzpeñense de fútbol                  |
| Región Norte      |                                                                   |                               |                     |                                              |
| Grupo A           | Ciudad de Nieva                                                   | Jujuy                         | Jujuy               | Liga Jujeña de Fútbol                        |
| Grupo A           | Independiente                                                     | Hipólito Yrigoyen             | Salta               | Liga Regional de Fútbol del Bermejo          |
| Grupo A           | Güemes                                                            | Tartagal                      | Salta               | Liga Departamental de Fútbol                 |
| Grupo A           | Sportivo Alberdi                                                  | Libertador General San Martín | Jujuy               | Liga Regional Jujeña de fútbol               |
| Grupo B           | Sportivo San José                                                 | San José de Metán             | Salta               | Liga Metanense de fútbol                     |
| Grupo B           | Progreso                                                          | Rosario de la Frontera        | Salta               | Liga de Fútbol de Rosario de la Frontera     |
| Grupo B           | Olimpia Oriental                                                  | Rosario de Lerma              | Salta               | Liga de Fútbol del Valle de Lerma            |
| Grupo B           | Las Lajitas Fútbol Club                                           | Las Lajitas                   | Salta               | Liga Anteña de fútbol                        |
| Grupo C           | Atlético Concepción                                               | Banda del Río Salí            | Tucumán             | Liga Tucumana de Fútbol                      |
| Grupo C           | Estrella del Sur                                                  | Santa María                   | Catamarca           | Liga Santamariana de fútbol                  |
| Grupo C           | Rivadavia                                                         | Cafayate                      | Salta               | Liga Calchaquí de Fútbol                     |
| Grupo D           | San Juan                                                          | Ingenio San Juan              | Tucumán             | Liga Tucumana de Fútbol                      |
| Grupo D           | Instituto Tráfico                                                 | Frías                         | Santiago del Estero | Liga Cultural de Fútbol de Frías             |
| Grupo D           | Talleres General Belgrano                                         | Añatuya                       | Santiago del Estero | Liga Añatuyense de fútbol                    |
| Región Centro     |                                                                   |                               |                     |                                              |
| Grupo A           | Juventud Unida Santa Rosa                                         | Catamarca                     | Catamarca           | Liga Catamarqueña de Fútbol                  |
| Grupo A           | Sumalao                                                           | Sumalao                       | Catamarca           | Liga Chacarera de fútbol                     |
| Grupo A           | Independiente                                                     | Chilecito                     | La Rioja            | Liga Chileciteña de fútbol                   |
| Grupo A           | San Luis                                                          | Belén                         | Catamarca           | Liga Belenista de fútbol                     |
| Grupo A           | San Lorenzo de Huachaschi                                         | Andalgalá                     | Catamarca           | Liga Andalgalense de fútbol                  |
| Grupo B           | 9 de Julio                                                        | Morteros                      | Córdoba             | Liga Regional de fútbol de San Francisco     |
| Grupo B           | Newbery y Everton                                                 | Cruz Alta                     | Córdoba             | Liga Regional de Fútbol del Sur              |
| Grupo B           | Rivadavia                                                         | Arroyo Cabral                 | Córdoba             | Liga Villamariense de fútbol                 |
| Grupo B           | 9 de Julio                                                        | Río Tercero                   | Córdoba             | Liga Regional Riotercerense de fútbol        |
| Región Sur        |                                                                   |                               |                     |                                              |
| Grupo A           | Villa Congreso                                                    | Viedma                        | Río Negro           | Liga Rionegrina de Fútbol                    |
| Grupo A           | Independiente                                                     | Río Colorado                  | Río Negro           | Liga de Fútbol de Río Colorado               |
| Grupo A           | Ferro Carril Oeste                                                | General Pico                  | La Pampa            | Liga Pampeana de Fútbol                      |
| Grupo A           | Alianza                                                           | Cutral Có                     | Neuquén             | Liga de Fútbol del Neuquén                   |
| Grupo A           | Lamarqué                                                          | Lamarque                      | Río Negro           | Liga Regional de Fútbol Avellaneda           |
| Grupo A           | Unión Don Bosco                                                   | Zapala                        | Neuquén             | Liga de Fútbol del Neuquén                   |
| Grupo B           | Bancruz                                                           | Río Gallegos                  | Santa Cruz          | Liga de Fútbol Sur de Santa Cruz             |
| Grupo B           | Independiente                                                     | Trelew                        | Chubut              | Liga de Fútbol Valle del Chubut              |
| Grupo B           | Huracán                                                           | Comodoro Rivadavia            | Chubut              | Liga de Fútbol de Comodoro Rivadavia         |
| Grupo B           | Belgrano                                                          | Esquel                        | Chubut              | Liga de Fútbol del Oeste del Chubut          |
| Grupo B           | Estrella Norte                                                    | Caleta Olivia                 | Santa Cruz          | Liga de Fútbol Norte de Santa Cruz           |
| Región Cuyo       |                                                                   |                               |                     |                                              |
| Grupo A           | Peñaflor                                                          | Caucete                       | San Juan            | Liga Caucetera de Fútbol                     |
| Grupo A           | San Martín                                                        | Villa Mercedes                | San Luis            | Liga de Fútbol Mercedes S.L.                 |
| Grupo A           | Colón                                                             | General Alvear                | Mendoza             |                                              |

### Clasificados a segunda fase
| Grupo   | Club                           | Ciudad                 | Provincia           | Liga de Origen                           |
| ------- | ------------------------------ | ---------------------- | ------------------- | ---------------------------------------- |
| Grupo A | Mataderos                      | Necochea               | Buenos Aires        | Liga Necochense de fútbol                |
| Grupo A | Sporting                       | Punta Alta             | Buenos Aires        | Liga del Sur                             |
| Grupo A | Los Andes                      | Mar del Plata          | Buenos Aires        | Liga Marplatense de fútbol               |
| Grupo B | Boca Unidos                    | Bariloche              | Río Negro           | Liga de Fútbol de Bariloche              |
| Grupo B | Unión Deportiva Campos         | General Acha           | La Pampa            | Liga Cultural de Fútbol                  |
| Grupo B | Unión Deportiva Catriel        | Catriel                | Río Negro           | Liga Deportiva Confluencia               |
| Grupo C | 1.º de Mayo                    | Formosa                | Formosa             | Liga Formoseña de Fútbol                 |
| Grupo C | Bartolomé Mitre                | Posadas                | Misiones            | Liga Posadeña de Fútbol                  |
| Grupo C | Tigre de Santo Pipó            | Santo Pipó             | Misiones            | Liga Posadeña de Fútbol                  |
| Grupo C | Racing Club                    | Apóstoles              | Misiones            | Liga Apostoleña de Fútbol                |
| Grupo C | Rosamonte                      | Apóstoles              | Misiones            | Liga Apostoleña de Fútbol                |
| Grupo D | Huracán Las Heras              | Las Heras              | Mendoza             | Liga Mendocina de Fútbol                 |
| Grupo D | Peñaflor                       | Caucete                | San Juan            | Liga Caucetera de Fútbol                 |
| Grupo D | Racing                         | Córdoba                | Córdoba             | Liga Cordobesa de Fútbol                 |
| Grupo D | Trinidad                       | San Juan               | San Juan            | Liga Sanjuanina de Fútbol                |
| Grupo D | San Martín                     | Monte Comán            | Mendoza             | Liga Sanrafaelina de Fútbol              |
| Grupo D | Rioja Juniors Fútbol Club      | La Rioja               | La Rioja            | Liga Riojana de Fútbol                   |
| Grupo E | Atlético Argentino             | Guaymallén             | Mendoza             | Liga Mendocina de Fútbol                 |
| Grupo E | Huracán                        | Córdoba                | Córdoba             | Liga Cordobesa de Fútbol                 |
| Grupo E | Unión                          | Villa Krause           | San Juan            | Liga Sanjuanina de Fútbol                |
| Grupo E | Deportivo Río Cuarto           | Río Cuarto             | Córdoba             | Liga Regional de fútbol de Río Cuarto    |
| Grupo E | Sporting Club Victoria         | San Luis               | San Luis            | Liga Sanluiseña de fútbol                |
| Grupo F | Argentinos del Norte           | Salta                  | Salta               | Liga Salteña de Fútbol                   |
| Grupo F | Central Córdoba                | Santiago del Estero    | Santiago del Estero | Liga Santiagueña de Fútbol               |
| Grupo F | Sarmiento                      | La Banda               | Santiago del Estero | Liga Santiagueña de Fútbol               |
| Grupo G | Deportiva y Cultural de Crespo | Crespo                 | Entre Ríos          | Liga Paranaense de Fútbol                |
| Grupo G | Almagro                        | Concepción del Uruguay | Entre Ríos          | Liga de Fútbol de Concepción del Uruguay |
| Grupo G | Talleres                       | Federal                | Entre Ríos          | Liga Federalense de Fútbol               |
| Grupo H | Huracán                        | Tres Arroyos           | Buenos Aires        | Liga Regional Tresarroyense de Fútbol    |
| Grupo H | Liniers                        | Bahía Blanca           | Buenos Aires        | Liga del Sur                             |
| Grupo H | San Lorenzo                    | Mar del Plata          | Buenos Aires        | Liga Marplatense de Fútbol               |
| Grupo H | Ferro Carril Sud               | Tandil                 | Buenos Aires        | Liga Tandilense de Fútbol                |

### Distribución geográfica
| Región                   | Total | Cant. PF | Equipos en Primera fase | Cant. SF | Equipos en Segunda fase |
| ------------------------ | ----- | -------- | --- | -------- | --- |
| Interior de Buenos Aires | 37    | 30       | Brown de Arrecifes, Central Buenos Aires, Dep. Mandiyú (Campana), Polideportivo Grand Bourg, Defensores de Belgrano (VR), Paraná FC (San Pedro), Sports (Pergamino), Deportivo Castelli, Atlético Villa Gesell, Ranchos, Unidos de Olmos, El Fortín (O), Samiento (Ayacucho), Ferroviarios (Balcarce), Ateneo de la Juventud (Mercedes), Sportivo Bragado, Huracán (Chivilcoy), Deportivo Rivadavia (Luján), RIver Plate (Chacabuco), Mariano Moreno (Junín), Alumni (Salto), Unión (Carabelas), Barrio Alegre (Trenque Lauquen), Racing FCB (Carhué), Empleados de Comercio (Bolívar), Jorge Newbery (Salliqueo), El Linqueño, Social y Deportivo Ingeniero White (Banderaló), Deportivo San Agustín, Defensores del Este (Pehuajó) | 7        | Mataderos (Necochea), Sporting (Punta Alta), Los Andes (Mar del Plata), Huracán (Tres Arroyos), Liniers (BB), San Lorenzo (Mar del Plata), Ferro Sud (Tandil) |
| Entre Ríos               | 9     | 6        | Colegiales (Concordia), Atlético Santa Rosa (Chajarí), Atlético Villa Elisa, Barrio Norte (Gualeguay), Atlético Bovril, Deportivo Urdinarrain | 3        | Cultural de Crespo, Almagro (CdU), Talleres (Federal) |
| Santa Fe                 | 9     | 9        | Hughes FC, Boxing Club (Las Toscas), Gimnasia y Esgrima (Santa Fe), Libertad (Sunchales), Platense Porvenir (Reconquista), Alumni (Casilda), Atlético Empalme, San Martín Mutual y Social, Frigorífico Paladini, | 0        | |
| Salta                    | 8     | 7        | San José (Metán), Progreso (Rosario de la Frontera), Olimpia Oriental, Las Lajitas FC, Independiente (Hirigoyen), Güemes (Tartagal) y Social Rivadavia (Cafayate) | 1        | Argentinos del Norte (Salta) |
| Córdoba                  | 7     | 4        | 9 de Julio (Morteros), Newbery y Everton (Cruz Alta), Biblioteca Rivadavia (Arroyo Cabral), 9 de Julio (Río Tercero) | 3        | Deportivo Río Cuarto, Huracán (C) y Racing (C) |
| Corrientes               | 6     | 6        | Avanti Hermandad FBC, Juventud Unida (Goya), Sporting Panificación, Villa Rivadavia (Mercedes), Centenario (Curuzú Cuatiá) y San Lorenzo (Monte Caseros) | 0        | |
| Misiones                 | 5     | 1        | Aristóbulo del Valle | 4        | Bartolomé Mitre, Racing (Apóstoles), Rosamonte y Tigre de Santo Pipó                                                                                          |
| Río Negro                | 5     | 3        | Independiente (Río Colorado), Lamarqué y Villa Congreso | 2        | Boca Unidos (Bariloche) y Unión Deportiva Catriel |
| Catamarca                | 5     | 5        | Estrella del Sur (Santa María), Juventud Unida Santa Rosa, Sumalao, San Luis y San Lorenzo (Andalgalá) | 0        | |
| Mendoza                  | 4     | 1        | Colón (Gral. Alvear) | 3        | San Martín (Monte Comán), Huracán Las Heras y Argentino (Mendoza)                                                                                             |
| Santiago del Estero      | 4     | 2        | Instituto Tráfico (Frías) y Talleres General Belgrano (Añatuya) | 2        | Central Córdoba (SdE) y Sarmiento (La Banda) |
| Chaco                    | 4     | 4        | Sarmiento (R), Atlético Charatá, Atlético Remedios de Escalada, Barrio Sarmiento (Castelli) | 0        | |
| San Juan                 | 3     | 1        | Peñaflor | 2        | Trinidad (San Juan) y Unión (Villa Krause) |
| Formosa                  | 3     | 2        | 13 de Junio (Pirané) y Argentinos del Norte (Clorinda) | 1        | 1.º de Mayo (Formosa) |
| Chubut                   | 3     | 3        | Belgrano (Esquel), Huracán (Comodoro Rivadavia) e Independiente (Trelew) | 0        | |
| San Luis                 | 2     | 1        | Gral. San Martín (Villa Mercedes) | 1        | SC Victoria |
| La Pampa                 | 2     | 1        | Ferro (General Pico) | 1        | Unión General Campos |
| La Rioja                 | 2     | 1        | Independiente (Chilecito) | 1        | Rioja Juniors |
| Jujuy                    | 2     | 2        | Ciudad de Nieva y Sportivo Alberdi | 0        | |
| Tucumán                  | 2     | 2        | Atlético Concepción y Atlético San Juan (Ingenio San Juan) | 0        | |
| Neuquén                  | 2     | 2        | Alianza (Cutral Có) y Unión Don Bosco (Zapala) | 0        | |
| Santa Cruz               | 2     | 2        | Bancruz (Río Gallegos) y Estrella Norte (Caleta Olivia) | 0        | |
| Total                    | 126   |          | |          | |

## Sistema de disputa
El torneo fue dividido en tres fases y otorgó dos (2) ascensos al Torneo Argentino A de la siguiente temporada.
Primera fase
Dividida en seis regiones, se disputó en grupos, mediante el sistema de todos contra todos a dos rondas. Clasificaban a la siguiente fase dos (2) equipos de cada región.
- Región bonaerense: Contó con ocho grupos, divididos en dos subregiones. Cada ganador de grupo avanzaba a una serie de eliminatorias a doble partido a fin de determinar dos clasificados por esta región para la siguiente fase.
- Región norte: Contó con cuatro grupos, divididos en dos subregiones. Los dos primeros de cada grupo avanzaban a una serie de eliminatorias a doble partido a fin de determinar dos clasificados por esta región para la siguiente fase.
- Región centro: Contó con dos grupos. Cada ganador de grupo avanzaba a la siguiente fase.
- Región sur: Contó con dos grupos. Cada ganador de grupo avanzaba a la siguiente fase.
- Región cuyo: Contó con un grupo, donde los dos primeros clasificaban a la siguiente fase.
- Región litoral: Contó con ocho grupos, divididos en dos subregiones. Cada ganador de grupo avanzaba a una serie de eliminatorias a doble partido a fin de determinar dos clasificados por esta región para la siguiente fase.

En caso de igualdad en puntos, el criterio de desempate fue: diferencia de gol, goles a favor.
Segunda fase
Dividida en ocho grupos, mediante el sistema de todos contra todos a dos rondas. Clasificaban a la siguiente fase los primeros de cada grupo.
En esta fase participan cuarenta y tres equipos, doce clasificados de la primera fase y treinta y uno preclasificados.
En caso de igualdad en puntos, el criterio de desempate fue: diferencia de gol, goles a favor.
Tercera fase
Disputada por ocho equipos, se jugó en dos llaves de eliminatorias a doble partido. Los ganadores de cada llave lograron el ascenso al Torneo Argentino A.
En caso de igualdad en resultado, se recurría a jugar un tiempo extra, y de seguir la paridad, se definía la serie con penales
Régimen de descenso
El torneo en sí no tuvo descensos, los equipos que no lograron el ascenso no obtenían derecho a participar de la siguiente edición a no ser que se consagraran en sus respectivas ligas, de manera tal que entre dos torneos, la nómina de equipos participantes no sería la misma.

## Primera fase

### Región bonaerense
Dividida en dos subregiones y dos etapas, la región bonaerense tuvo como clasificados para la siguiente fase a Brown de Arrecifes y a El Linqueño de Lincoln.
Se disputó en primera instancia una fase de grupos, con siete grupos de cuatro equipos cada uno y un grupo con tres equipos, donde los equipos jugaron a ida y vuelta en su grupo. Al finalizar los partidos, los primeros de cada grupo avanzaron a la segunda instancia, duelos a ida y vuelta según cercanía geográfica.
Durante la primera etapa, la posición de los clubes se determinó por su diferencia de goles y por la cantidad de goles a favor. En la segunda etapa, se consagraba ganador aquel equipo con mayor cantidad de puntos en la serie, y en segunda instancia, con mayor cantidad de goles. En caso de igualdad en puntos, se disputaban dos tiempos extras cada uno de quince minutos, y de persistir la igualdad, se recurría a tiros desde el punto penal. 

#### Subregión 1

##### Grupo A

###### Tabla de posiciones final
| Pos. | Equipo                        | Pts. | PJ | PG | PE | PP | GF | GC | Dif. |
| ---- | ----------------------------- | ---- | -- | -- | -- | -- | -- | -- | ---- |
| 01.º | Brown de Arrecifes            | 18   | 6  | 6  | 0  | 0  | 26 | 3  | 23   |
| 02.º | Polideportivo Grand Bourg     | 9    | 6  | 3  | 0  | 3  | 9  | 15 | −6   |
| 03.º | Central Buenos Aires (Zárate) | 6    | 6  | 2  | 0  | 4  | 9  | 15 | −6   |
| 04.º | Deportivo Mandiyú (Campana)   | 3    | 6  | 1  | 0  | 5  | 8  | 19 | −11  |

|  | Clasificado a la siguiente fase. |

|  |

###### Resultados
| Brown de Arrecifes          | 5 - 0 | Central Buenos Aires      |
| Deportivo Mandiyú (Campana) | 1 - 2 | Polideportivo Grand Bourg |

| Polideportivo Grand Bourg | 0 - 1 | Brown de Arrecifes          |
| Central Buenos Aires      | 4 - 2 | Deportivo Mandiyú (Campana) |

| Brown de Arrecifes        | 4 - 0 | Deportivo Mandiyú (Campana) |
| Polideportivo Grand Bourg | 3 - 1 | Central Buenos Aires        |

| Polideportivo Grand Bourg | 3 - 1 | Deportivo Mandiyú (Campana) |
| Central Buenos Aires      | 1 - 2 | Brown de Arrecifes          |

| Brown de Arrecifes          | 9 - 0 | Polideportivo Grand Bourg |
| Deportivo Mandiyú (Campana) | 2 - 1 | Central Buenos Aires      |

| Central Buenos Aires        | 2 - 1 | Polideportivo Grand Bourg |
| Deportivo Mandiyú (Campana) | 2 - 5 | Brown de Arrecifes        |

##### Grupo B

###### Tabla de posiciones final
| Grupo B | Grupo B                                | Grupo B | Grupo B | Grupo B | Grupo B | Grupo B | Grupo B | Grupo B | Grupo B |
| Equipo  | Equipo                                 | Pts     | PJ      | PG      | PE      | PP      | GF      | GC      | DIF     |
| ------- | -------------------------------------- | ------- | ------- | ------- | ------- | ------- | ------- | ------- | ------- |
| 1º      | Defensores de Belgrano (Villa Ramallo) | 16      | 6       | 5       | 1       | 0       | 13      | 3       | +10     |
| 2º      | Paraná FC (San Pedro)                  | 9       | 6       | 3       | 0       | 3       | 9       | 8       | +1      |
| 3º      | Hughes FBC (Hughes, Santa Fe)          | 5       | 6       | 1       | 2       | 3       | 9       | 15      | -6      |
| 4º      | Sports (Pergamino)                     | 4       | 6       | 1       | 1       | 4       | 11      | 16      | -5      |

|  | Clasificado a la siguiente fase. |

###### Resultados
| Def. de Belgrano (VR) | 1 - 1 | Hughes FBC         |
| Paraná FC (San Pedro) | 2 - 0 | Sports (Pergamino) |

| Hughes FBC         | 1 - 2 | Paraná FC (San Pedro) |
| Sports (Pergamino) | 2 - 3 | Def. de Belgrano (VR) |

| Hughes FBC            | 3 - 2 | Sports (Pergamino)    |
| Paraná FC (San Pedro) | 0 - 1 | Def. de Belgrano (VR) |

| Hughes FBC         | 0 - 2 | Def. de Belgrano (VR) |
| Sports (Pergamino) | 3 - 1 | Paraná FC (San Pedro) |

| Paraná FC (San Pedro) | 4 - 0 | Hughes FBC         |
| Def. de Belgrano (VR) | 3 - 0 | Sports (Pergamino) |

| Sports (Pergamino)    | 1 - 1 | Hughes FC              |
| Def. de Belgrano (VR) | 4 - 0 | Paraná FBC (San Pedro) |

##### Grupo C

###### Tabla de posiciones final
| Grupo C | Grupo C                       | Grupo C | Grupo C | Grupo C | Grupo C | Grupo C | Grupo C | Grupo C | Grupo C |
| Equipo  | Equipo                        | Pts     | PJ      | PG      | PE      | PP      | GF      | GC      | DIF     |
| ------- | ----------------------------- | ------- | ------- | ------- | ------- | ------- | ------- | ------- | ------- |
| 1º      | Deportivo Castelli (Castelli) | 11      | 6       | 3       | 2       | 1       | 12      | 6       | +6      |
| 2º      | Atlético Ranchos (Ranchos)    | 11      | 6       | 3       | 2       | 1       | 10      | 7       | +3      |
| 3º      | Unidos de Olmos (La Plata)    | 7       | 6       | 2       | 1       | 3       | 7       | 8       | -1      |
| 4º      | Atlético Villa Gesell         | 4       | 6       | 1       | 1       | 4       | 5       | 13      | -8      |

###### Resultados
| Unidos de Olmos   | 4 - 3 | Atlético Ranchos   |
| Atl. Villa Gesell | 0 - 4 | Deportivo Castelli |

| Deportivo Castelli | 1 - 0 | Unidos de Olmos   |
| Atlético Ranchos   | 2 - 0 | Atl. Villa Gesell |

| Atlético Ranchos  | 2 - 2 | Deportivo Castelli |
| Atl. Villa Gesell | 1 - 0 | Unidos de Olmos    |

| Atlético Ranchos   | 4 - 2 | Unidos de Olmos   |
| Deportivo Castelli | 1 - 0 | Atl. Villa Gesell |

| Unidos de Olmos   | 2 - 1 | Deportivo Castelli |
| Atl. Villa Gesell | 1 - 2 | Atlético Ranchos   |

| Deportivo Castelli | 0 - 0 | Atlético Ranchos  |
| Unidos de Olmos    | 1 - 1 | Atl. Villa Gesell |

##### Grupo D

###### Tabla de posiciones final
| Grupo D | Grupo D                  | Grupo D | Grupo D | Grupo D | Grupo D | Grupo D | Grupo D | Grupo D | Grupo D |
| Equipo  | Equipo                   | Pts     | PJ      | PG      | PE      | PP      | GF      | GC      | DIF     |
| ------- | ------------------------ | ------- | ------- | ------- | ------- | ------- | ------- | ------- | ------- |
| 1º      | El Fortín (Olavarría)    | 10      | 4       | 3       | 1       | 0       | 9       | 2       | +7      |
| 2º      | Sarmiento (Ayacucho)     | 4       | 4       | 1       | 1       | 2       | 2       | 6       | -4      |
| 3º      | Ferroviarios (Balrcarce) | 3       | 4       | 1       | 0       | 3       | 2       | 5       | -3      |

|  | Clasificado a la siguiente fase. |

###### Resultados
| El Fortín (O)               | 1 - 0 | Ferroviarios (Balcarce) |
| Libre: Sarmiento (Ayacucho) |       |                         |

| Sarmiento (Ayacucho)           | 1 - 5 | El Fortín (O) |
| Libre: Ferroviarios (Balcarce) |       |               |

| Ferroviarios (Balcarce) | 1 - 0 | Sarmiento (Ayacucho) |
| Libre: El Fortín (O)    |       |                      |

| Ferroviarios (Balcarce)     | 1 - 3 | El Fortín (O) |
| Libre: Sarmiento (Ayacucho) |       |               |

| El Fortín (O)                  | 0 - 0 | Sarmiento (Ayacucho) |
| Libre: Ferroviarios (Balcarce) |       |                      |

| Sarmiento (Ayacucho) | 1 - 0 | Ferroviarios (Balcarce) |
| Libre: El Fortín (O) |       |                         |

##### Segunda ronda
Jugada por eliminación entre los 4 clasificados.
|  | Semifinales                               | Semifinales                               | Semifinales                               |   |                    | Final                        | Final                        | Final                        |  |
|  | 26 de noviembre al 3 de diciembre de 1995 | 26 de noviembre al 3 de diciembre de 1995 | 26 de noviembre al 3 de diciembre de 1995 |   |                    | 10 y 17 de diciembre de 1995 | 10 y 17 de diciembre de 1995 | 10 y 17 de diciembre de 1995 |  |
|  |                                           |                                           |                                           |   |                    |                              |                              |                              |  |
|  |                                           |                                           |                                           |   |                    |                              |                              |                              |  |
|  | El Fortín (Olavarría)                     | 1                                         | 0                                         |   |                    |                              |                              |                              |  |
|  | El Fortín (Olavarría)                     | 1                                         | 0                                         |   |                    |                              |                              |                              |  |
|  | Deportivo Castelli                        | 0                                         | 2                                         |   |                    |                              |                              |                              |  |
|  | Deportivo Castelli                        | 0                                         | 2                                         |   | Deportivo Castelli | 1                            | 1                            |                              |  |
|  |                                           |                                           |                                           |   | Deportivo Castelli | 1                            | 1                            |                              |  |
|  |                                           |                                           | Brown de Arrecifes                        | 2 | 1                  |                              |                              |                              |  |
|  | Brown de Arrecifes                        | 2                                         | Brown de Arrecifes                        | 2 | 1                  | 0                            |                              |                              |  |
|  | Brown de Arrecifes                        | 2                                         |                                           |   |                    | 0                            |                              |                              |  |
|  | Defensores de Belgrano (Villa Ramallo)    | 0                                         | 0                                         |   |                    |                              |                              |                              |  |
|  | Defensores de Belgrano (Villa Ramallo)    | 0                                         | 0                                         |   |                    |                              |                              |                              |  |
|  |                                           |                                           |                                           |   |                    |                              |                              |                              |  |

Nota: El equipo situado primero (arriba) ejerce la localía en el primer partido.

#### Subregión 2

##### Grupo E

###### Tabla de posiciones final
| Grupo E | Grupo E                          | Grupo E | Grupo E | Grupo E | Grupo E | Grupo E | Grupo E | Grupo E | Grupo E |
| Equipo  | Equipo                           | Pts     | PJ      | PG      | PE      | PP      | GF      | GC      | DIF     |
| ------- | -------------------------------- | ------- | ------- | ------- | ------- | ------- | ------- | ------- | ------- |
| 1º      | Ateneo de la Juventud (Mercedes) | 13      | 6       | 4       | 1       | 1       | 13      | 4       | +9      |
| 2º      | Sportivo Bragado                 | 10      | 6       | 3       | 1       | 2       | 11      | 9       | +2      |
| 3º      | Huracán (Chivilcoy)              | 8       | 6       | 2       | 2       | 2       | 8       | 7       | +1      |
| 4º      | Rivadavia (Luján)                | 2       | 6       | 0       | 2       | 4       | 5       | 17      | -12     |

|  | Clasificado a la siguiente fase. |

###### Resultados
| Huracán (Chivilcoy) | 0 - 2 | Ateneo de la Juventud |
| Rivadavia (Luján)   | 2 - 2 | Sportivo Bragado      |

| Ateneo de la Juventud | 2 - 0 | Rivadavia (Luján) |
| Huracán (Chivilcoy)   | 2 - 0 | Sportivo Bragado  |

| Sportivo Bragado    | 1 - 2 | Ateneo de la Juventud |
| Huracán (Chivilcoy) | 1 - 1 | Rivadavia (Luján)     |

| Ateneo de la Juventud | 1 - 1 | Huracán (Chivilcoy) |
| Sportivo Bragado      | 3 - 2 | Rivadavia (Luján)   |

| Rivadavia (Luján)   | 0 - 5 | Ateneo de la Juventud |
| Huracán (Chivilcoy) | 2 - 1 | Sportivo Bragado      |

| Ateneo de la Juventud | 1 - 2 | Sportivo Bragado    |
| Rivadavia (Luján)     | 0 - 4 | Huracán (Chivilcoy) |

##### Grupo F

###### Tabla de posiciones final
| Grupo F | Grupo F                 | Grupo F | Grupo F | Grupo F | Grupo F | Grupo F | Grupo F | Grupo F | Grupo F |
| Equipo  | Equipo                  | Pts     | PJ      | PG      | PE      | PP      | GF      | GC      | DIF     |
| ------- | ----------------------- | ------- | ------- | ------- | ------- | ------- | ------- | ------- | ------- |
| 1º      | Mariano Moreno (Junín)  | 11      | 6       | 3       | 2       | 1       | 6       | 5       | +1      |
| 2º      | River Plate (Chacabuco) | 10      | 6       | 2       | 2       | 2       | 9       | 6       | +3      |
| 3º      | Alumni (Salto)          | 6       | 6       | 2       | 0       | 4       | 8       | 10      | -2      |
| 4º      | Deportivo Unión (Rojas) | 4       | 6       | 1       | 1       | 4       | 7       | 11      | -4      |

|  | Clasificado a la siguiente fase. |

###### Resultados
| Mariano Moreno (Junín)  | 1 - 0 | Alumni (Salto)          |
| Deportivo Unión (Rojas) | 4 - 2 | River Plate (Chacabuco) |

| River Plate (Chacabuco) | 3 - 0 | Mariano Moreno (Junín)  |
| Alumni (Salto)          | 4 - 1 | Deportivo Unión (Rojas) |

| Alumni (Salto)          | 0 - 2 | River Plate (Chacabuco) |
| Deportivo Unión (Rojas) | 0 - 1 | Mariano Moreno (Junín)  |

| Alumni (Salto)          | 1 - 3 | Mariano Moreno (Junín)  |
| River Plate (Chacabuco) | 2 - 2 | Deportivo Unión (Rojas) |

| Mariano Moreno (Junín)  | 0 - 0 | River Plate (Chacabuco) |
| Deportivo Unión (Rojas) | 1 - 2 | Alumni (Salto)          |

| River Plate (Chacabuco) | 2 - 1 | Alumni (Salto)          |
| Mariano Moreno (Junín)  | 1 - 1 | Deportivo Unión (Rojas) |

##### Grupo G

###### Tabla de posiciones final
| Grupo G | Grupo G                         | Grupo G | Grupo G | Grupo G | Grupo G | Grupo G | Grupo G | Grupo G | Grupo G |
| Equipo  | Equipo                          | Pts     | PJ      | PG      | PE      | PP      | GF      | GC      | DIF     |
| ------- | ------------------------------- | ------- | ------- | ------- | ------- | ------- | ------- | ------- | ------- |
| 1º      | Barrio Alegre (Trenque Lauquen) | 12      | 6       | 3       | 3       | 0       | 12      | 5       | +7      |
| 2º      | Racing (Carhué)                 | 9       | 6       | 2       | 3       | 1       | 6       | 6       | 0       |
| 3º      | Jorge Newbery (Tres Lomas)      | 5       | 6       | 1       | 2       | 3       | 7       | 11      | -4      |
| 4º      | Empleados de Comercio (Bolivar) | 5       | 6       | 1       | 2       | 3       | 6       | 9       | -4      |

|  | Clasificado a la siguiente fase. |

###### Resultados
| Jorge Newbery (TL)    | 1 - 1 | Barrio Alegre (TL) |
| Empleados de Comercio | 0 - 0 | Racing (Carhué)    |

| Barrio Alegre (TL) | 2 - 1 | Empleados de Comercio |
| Racing (Carhué)    | 2 - 0 | Jorge Newbery (TL)    |

| Barrio Alegre (TL)    | 4 - 1 | Racing (Carhué)    |
| Empleados de Comercio | 3 - 0 | Jorge Newbery (TL) |

| Barrio Alegre (TL) | 1 - 1 | Jorge Newbery (TL)    |
| Racing (Carhué)    | 0 - 0 | Empleados de Comercio |

| Empleados de Comercio | 0 - 3 | Barrio Alegre (TL) |
| Jorge Newbery (TL)    | 1 - 2 | Racing (Carhué)    |

| Racing (Carhué)    | 1 - 1 | Barrio Alegre (TL)    |
| Jorge Newbery (TL) | 4 - 2 | Empleados de Comercio |

##### Grupo H

###### Tabla de posiciones final
| Grupo H | Grupo H                       | Grupo H | Grupo H | Grupo H | Grupo H | Grupo H | Grupo H | Grupo H | Grupo H |
| Equipo  | Equipo                        | Pts     | PJ      | PG      | PE      | PP      | GF      | GC      | DIF     |
| ------- | ----------------------------- | ------- | ------- | ------- | ------- | ------- | ------- | ------- | ------- |
| 1º      | El Linqueño                   | 12      | 6       | 4       | 0       | 2       | 17      | 7       | +10     |
| 2º      | Ingeniero White (Banderaló)   | 8       | 6       | 2       | 2       | 2       | 8       | 12      | -4      |
| 3º      | San Agustín (9 de Julio)      | 8       | 6       | 2       | 2       | 2       | 7       | 11      | -4      |
| 4º      | Defensores del Este (Pehuajó) | 5       | 6       | 1       | 2       | 3       | 11      | 13      | -2      |

|  | Clasificado a la siguiente fase. |

###### Resultados
| Ingeniero White          | 2 - 1 | El Linqueño         |
| San Agustín (9 de Julio) | 1 - 0 | Defensores del Este |

| El Linqueño         | 4 - 0 | San Agustín (9 de Julio) |
| Defensores del Este | 2 - 2 | Ingeniero White          |

| Ingeniero White     | 0 - 0 | San Agustín (9 de Julio) |
| Defensores del Este | 3 - 1 | El Linqueño              |

| El Linqueño         | 5 - 0 | Ingeniero White          |
| Defensores del Este | 3 - 1 | San Agustín (9 de Julio) |

| San Agustín (9 de Julio) | 1 - 3 | El Linqueño         |
| Ingeniero White          | 3 - 2 | Defensores del Este |

| San Agustín (9 de Julio) | 2 - 1 | Ingeniero White     |
| El Linqueño              | 3 - 1 | Defensores del Este |

##### Segunda ronda
|  | Semifinales                               | Semifinales                               | Semifinales                               |   |             | Final                        | Final                        | Final                        |  |
|  | 26 de noviembre al 3 de diciembre de 1995 | 26 de noviembre al 3 de diciembre de 1995 | 26 de noviembre al 3 de diciembre de 1995 |   |             | 10 y 17 de diciembre de 1995 | 10 y 17 de diciembre de 1995 | 10 y 17 de diciembre de 1995 |  |
|  |                                           |                                           |                                           |   |             |                              |                              |                              |  |
|  |                                           |                                           |                                           |   |             |                              |                              |                              |  |
|  | Barrio Alegre (Trenque Lauquen)           | 1                                         | 0                                         |   |             |                              |                              |                              |  |
|  | Barrio Alegre (Trenque Lauquen)           | 1                                         | 0                                         |   |             |                              |                              |                              |  |
|  | El Linqueño                               | 0                                         | 5                                         |   |             |                              |                              |                              |  |
|  | El Linqueño                               | 0                                         | 5                                         |   | El Linqueño | 6                            | 1                            |                              |  |
|  |                                           |                                           |                                           |   | El Linqueño | 6                            | 1                            |                              |  |
|  |                                           |                                           | Mariano Moreno (Junín)                    | 1 | 1           |                              |                              |                              |  |
|  | Ateneo de la Juventud (Mercedes)          | 0                                         | Mariano Moreno (Junín)                    | 1 | 1           | 0                            |                              |                              |  |
|  | Ateneo de la Juventud (Mercedes)          | 0                                         |                                           |   |             | 0                            |                              |                              |  |
|  | Mariano Moreno (Junín)                    | 1                                         | 0                                         |   |             |                              |                              |                              |  |
|  | Mariano Moreno (Junín)                    | 1                                         | 0                                         |   |             |                              |                              |                              |  |
|  |                                           |                                           |                                           |   |             |                              |                              |                              |  |

Nota: El equipo situado primero (arriba) ejerce la localía en el primer partido.

### Región norte
Dividida en dos subregiones y dos etapas, la región norte tubo como clasificados para la siguiente fase a Sportivo San José de Metán y Club Atlético Concepción de Banda del Río Salí.
Se disputó en primera instancia una fase de grupos, con dos grupos de cuatro equipos cada uno y dos grupos con tres equipos, los cuales jugaron a ida y vuelta en su grupo. Al finalizar los partidos, los primeros dos de cada grupo avanzaron a la segunda instancia, duelos a ida y vuelta según cercanía geográfica. 
Durante la primera etapa, se dieron 3 puntos por victoria, 1 punto por empate y 0 en caso de derrota. La posición de los clubes se determinó por su diferencia de goles y por la cantidad de goles a favor. En la segunda etapa, se consagraba ganador aquel equipo con mayor cantidad de puntos en la serie, y en segunda instancia, con mayor cantidad de goles. En caso de igualdad en puntos, se disputaban dos tiempos extras cada uno de quince minutos, y de persistir la igualdad, se recurría a tiros desde el punto penal.
Sub región 1
Grupo A
| Grupo A | Grupo A                                  | Grupo A | Grupo A | Grupo A | Grupo A | Grupo A | Grupo A | Grupo A | Grupo A |
| Equipo  | Equipo                                   | Pts     | PJ      | PG      | PE      | PP      | GF      | GC      | DIF     |
| ------- | ---------------------------------------- | ------- | ------- | ------- | ------- | ------- | ------- | ------- | ------- |
| 1º      | Ciudad de Nieva (Jujuy)                  | 10      | 6       | 3       | 1       | 2       | 6       | 4       | +2      |
| 2º      | Sportivo General Güemes (Tartagal)       | 10      | 6       | 3       | 1       | 2       | 6       | 5       | +1      |
| 3º      | Sportivo Alberdi (Lib. Gral. San Martín) | 8       | 6       | 2       | 2       | 2       | 4       | 5       | -1      |
| 4º      | Independiente (Hipólito Yrigoyen)        | 5       | 6       | 1       | 2       | 3       | 5       | 7       | -2      |

|  | Clasificado a la siguiente fase. |

| Ciudad de Nieva         | 1 - 0 | Independiente (H. Yrigoyen) |
| Sportivo Alberdi (LGSM) | 0 - 2 | Sportivo General Güemes     |

| Sportivo General Güemes     | 1 - 0 | Ciudad de Nieva         |
| Independiente (H. Yrigoyen) | 1 - 1 | Sportivo Alberdi (LGSM) |

| Ciudad de Nieva         | 0 - 1 | Sportivo Alberdi (LGSM)     |
| Sportivo General Güemes | 0 - 0 | Independiente (H. Yrigoyen) |

| Sportivo General Güemes     | 1 - 2 | Sportivo Alberdi (LGSM) |
| Independiente (H. Yrigoyen) | 2 - 3 | Ciudad de Nieva         |

| Ciudad de Nieva         | 2 - 0 | Sportivo General Güemes     |
| Sportivo Alberdi (LGSM) | 0 - 1 | Independiente (H. Yrigoyen) |

| Sportivo Alberdi (LGSM)     | 0 - 0 | Ciudad de Nieva         |
| Independiente (H. Yrigoyen) | 1 - 2 | Sportivo General Güemes |

Grupo B
| Grupo B | Grupo B                           | Grupo B | Grupo B | Grupo B | Grupo B | Grupo B | Grupo B | Grupo B | Grupo B |
| Equipo  | Equipo                            | Pts     | PJ      | PG      | PE      | PP      | GF      | GC      | DIF     |
| ------- | --------------------------------- | ------- | ------- | ------- | ------- | ------- | ------- | ------- | ------- |
| 1º      | Sportivo San José (Metán)         | 14      | 6       | 4       | 2       | 0       | 14      | 6       | +8      |
| 2º      | Progreso (Rosario de la Frontera) | 12      | 6       | 4       | 0       | 2       | 13      | 6       | +7      |
| 3º      | Olimpia Oriental (Rosario Lerma)  | 4       | 6       | 1       | 1       | 4       | 10      | 14      | -4      |
| 4º      | Las Lajitas FC (Las Lajitas)      | 4       | 6       | 1       | 1       | 4       | 9       | 20      | -11     |

|  | Clasificado a la siguiente fase. |

| Olimpia Oriental | 0 - 2 | Progreso (Rosario de la Frontera) |
| Las Lajitas FC   | 1 - 1 | Sportivo San José (Metán)         |

| Sportivo San José (Metán)         | 2 - 2 | Olimpia Oriental |
| Progreso (Rosario de la Frontera) | 3 - 1 | Las Lajitas FC   |

| Sportivo San José (Metán) | 3 - 2 | Progreso (Rosario de la Frontera) |
| Olimpia Oriental          | 3 - 2 | Las Lajitas FC                    |

| Sportivo San José (Metán)         | 1 - 0 | Las Lajitas FC   |
| Progreso (Rosario de la Frontera) | 3 - 0 | Olimpia Oriental |

| Olimpia Oriental | 1 - 6 | Sportivo San José (Metán)         |
| Las Lajitas FC   | 1 - 3 | Progreso (Rosario de la Frontera) |

| Progreso (Rosario de la Frontera) | 0 - 1 | Sportivo San José (Metán) |
| Las Lajitas FC                    | 5 - 3 | Olimpia Oriental          |

Segunda ronda
|  | Semifinales                               | Semifinales                               | Semifinales                               |   |                           | Final                        | Final                        | Final                        |  |
|  | 26 de noviembre al 3 de diciembre de 1995 | 26 de noviembre al 3 de diciembre de 1995 | 26 de noviembre al 3 de diciembre de 1995 |   |                           | 10 y 17 de diciembre de 1995 | 10 y 17 de diciembre de 1995 | 10 y 17 de diciembre de 1995 |  |
|  |                                           |                                           |                                           |   |                           |                              |                              |                              |  |
|  |                                           |                                           |                                           |   |                           |                              |                              |                              |  |
|  | Sportivo General Güemes (Tartagal)        | 1                                         | 1(6)                                      |   |                           |                              |                              |                              |  |
|  | Sportivo General Güemes (Tartagal)        | 1                                         | 1(6)                                      |   |                           |                              |                              |                              |  |
|  | Sportivo San José (Metán)                 | 1                                         | 1(7)                                      |   |                           |                              |                              |                              |  |
|  | Sportivo San José (Metán)                 | 1                                         | 1(7)                                      |   | Sportivo San José (Metán) | 1                            | 4                            |                              |  |
|  |                                           |                                           |                                           |   | Sportivo San José (Metán) | 1                            | 4                            |                              |  |
|  |                                           |                                           | Progreso (Rosario de la Frontera)         | 1 | 0                         |                              |                              |                              |  |
|  | Progreso (Rosario de la Frontera)         | 3                                         | Progreso (Rosario de la Frontera)         | 1 | 0                         | 0                            |                              |                              |  |
|  | Progreso (Rosario de la Frontera)         | 3                                         |                                           |   |                           | 0                            |                              |                              |  |
|  | Ciudad de Nieva (Jujuy)                   | 0                                         | 2                                         |   |                           |                              |                              |                              |  |
|  | Ciudad de Nieva (Jujuy)                   | 0                                         | 2                                         |   |                           |                              |                              |                              |  |
|  |                                           |                                           |                                           |   |                           |                              |                              |                              |  |

Sub región 2
Grupo C
| Grupo C | Grupo C                        | Grupo C | Grupo C | Grupo C | Grupo C | Grupo C | Grupo C | Grupo C | Grupo C |
| Equipo  | Equipo                         | Pts     | PJ      | PG      | PE      | PP      | GF      | GC      | DIF     |
| ------- | ------------------------------ | ------- | ------- | ------- | ------- | ------- | ------- | ------- | ------- |
| 1º      | Atlético Concepción (Tucumán)  | 10      | 4       | 3       | 1       | 0       | 16      | 2       | +14     |
| 2º      | Estrella del Sur (Santa María) | 7       | 4       | 2       | 1       | 1       | 6       | 4       | +2      |
| 3º      | Rivadavia (Cafayate)           | 0       | 4       | 0       | 0       | 4       | 3       | 19      | -16     |

|  | Clasificado a la siguiente fase. |

| Estrella del Sur (Santa María) | 3 - 1 | Rivadavia (Cafayate) |
| Libre: Atlético Concepción     |       |                      |

| Atlético Concepción         | 1 - 0 | Estrella del Sur (Santa María) |
| Libre: Rivadavia (Cafayate) |       |                                |

| Rivadavia (Cafayate)                  | 1 - 4 | Atlético Concepción |
| Libre: Estrella del Sur (Santa María) |       |                     |

| Rivadavia (Cafayate)       | 1 - 2 | Estrella del Sur (Santa María) |
| Libre: Atlético Concepción |       |                                |

| Estrella del Sur (Santa María) | 1 - 1 | Atlético Concepción |
| Libre: Rivadavia (Cafayate)    |       |                     |

| Atlético Concepción                   | 10 - 0 | Rivadavia (Cafayate) |
| Libre: Estrella del Sur (Santa María) |        |                      |

Grupo D
| Grupo D | Grupo D                           | Grupo D | Grupo D | Grupo D | Grupo D | Grupo D | Grupo D | Grupo D | Grupo D |
| Equipo  | Equipo                            | Pts     | PJ      | PG      | PE      | PP      | GF      | GC      | DIF     |
| ------- | --------------------------------- | ------- | ------- | ------- | ------- | ------- | ------- | ------- | ------- |
| 1º      | San Juan (Tucumán)                | 10      | 4       | 3       | 1       | 0       | 7       | 2       | +5      |
| 2º      | Talleres-Gral. Belgrano (Añatuya) | 4       | 4       | 1       | 1       | 2       | 2       | 4       | -2      |
| 3º      | Instituto Tráfico (Frías)         | 2       | 4       | 0       | 2       | 2       | 1       | 4       | -3      |

| San Juan (Tucumán)               | 1 - 1 | Instituto Tráfico |
| Libre: Talleres-General Belgrano |       |                   |

| Talleres-General Belgrano | 1 - 2 | San Juan (Tucumán) |
| Libre: Instituto Tráfico  |       |                    |

| Instituto Tráfico         | 0 - 0 | Talleres-General Belgrano |
| Libre: San Juan (Tucumán) |       |                           |

| Instituto Tráfico                | 0 - 2 | San Juan (Tucumán) |
| Libre: Talleres-General Belgrano |       |                    |

| San Juan (Tucumán)       | 2 - 0 | Talleres-General Belgrano |
| Libre: Instituto Tráfico |       |                           |

| Talleres-General Belgrano | 1 - 0 | Instituto Tráfico |
| Libre: San Juan (Tucumán) |       |                   |

Segunda ronda
|  | Semifinales                               | Semifinales                               | Semifinales                               |   |                     | Final                        | Final                        | Final                        |  |
|  | 26 de noviembre al 3 de diciembre de 1995 | 26 de noviembre al 3 de diciembre de 1995 | 26 de noviembre al 3 de diciembre de 1995 |   |                     | 10 y 17 de diciembre de 1995 | 10 y 17 de diciembre de 1995 | 10 y 17 de diciembre de 1995 |  |
|  |                                           |                                           |                                           |   |                     |                              |                              |                              |  |
|  |                                           |                                           |                                           |   |                     |                              |                              |                              |  |
|  | Atlético Concepción                       | 01                                        | 1(4)                                      |   |                     |                              |                              |                              |  |
|  | Atlético Concepción                       | 01                                        | 1(4)                                      |   |                     |                              |                              |                              |  |
|  | Talleres-General Belgrano                 | 1                                         | 1(1)                                      |   |                     |                              |                              |                              |  |
|  | Talleres-General Belgrano                 | 1                                         | 1(1)                                      |   | Atlético Concepción | 2                            | 1                            |                              |  |
|  |                                           |                                           |                                           |   | Atlético Concepción | 2                            | 1                            |                              |  |
|  |                                           |                                           | Estrella del Sur (Santa María)            | 1 | 0                   |                              |                              |                              |  |
|  | Estrella del Sur (Santa María)            | 1                                         | Estrella del Sur (Santa María)            | 1 | 0                   | 1(6)                         |                              |                              |  |
|  | Estrella del Sur (Santa María)            | 1                                         |                                           |   |                     | 1(6)                         |                              |                              |  |
|  | San Juan (Tucumán)                        | 1                                         | 1(5)                                      |   |                     |                              |                              |                              |  |
|  | San Juan (Tucumán)                        | 1                                         | 1(5)                                      |   |                     |                              |                              |                              |  |
|  |                                           |                                           |                                           |   |                     |                              |                              |                              |  |

1: El partido fue suspendido a los 35' st. Fue dado por finalizado y perdido a ambos equipos con el resultado de 1 - 0.

### Región centro
Disputada por equipos catamarqueños y córdobeses, estuvo dividida en dos grupos, uno por cada provincia, y se jugaron partidos a dos rondas (ida y vuelta). Los ganadores de cada grupo avanzaron a la siguiente fase.
Grupo A
| Grupo A | Grupo A                         | Grupo A | Grupo A | Grupo A | Grupo A | Grupo A | Grupo A | Grupo A | Grupo A |
| Equipo  | Equipo                          | Pts     | PJ      | PG      | PE      | PP      | GF      | GC      | DIF     |
| ------- | ------------------------------- | ------- | ------- | ------- | ------- | ------- | ------- | ------- | ------- |
| 1º      | Deportivo Sumalao (Valle Viejo) | 13      | 8       | 3       | 4       | 1       | 10      | 6       | +4      |
| 2º      | Juventud Unida (Catamarca)      | 12      | 8       | 3       | 3       | 2       | 15      | 6       | +9      |
| 3º      | Independiente (Chilecito)       | 12      | 8       | 3       | 3       | 2       | 14      | 17      | -3      |
| 4º      | San Luis (Belén)                | 10      | 8       | 3       | 1       | 4       | 10      | 11      | -1      |
| 5º      | San Lorenzo (Andalgalá)         | 7       | 8       | 2       | 1       | 5       | 10      | 19      | -9      |

|  | Clasificado a la siguiente fase. |

| Deportivo Sumalao       | 1 - 1 | Juventud Unida (Catamarca) |
| San Lorenzo (Andalgalá) | 3 - 3 | Independiente (Chilecito)  |
| Libre: San Luis (Belén) |       |                            |

| Juventud Unida (Catamarca)     | 1 - 1 | San Luis (Belén)  |
| Independiente (Chilecito)      | 2 - 2 | Deportivo Sumalao |
| Libre: San Lorenzo (Andalgalá) |       |                   |

| Deportivo Sumalao                 | 3 - 0 | San Lorenzo (Andalgalá)   |
| San Luis (Belén)                  | 2 - 3 | Independiente (Chilecito) |
| Libre: Juventud Unida (Catamarca) |       |                           |

| Independiente (Chilecito) | 2 - 1 | Juventud Unida (Catamarca) |
| San Lorenzo (Andalgalá)   | 3 - 2 | San Luis (Belén)           |
| Libre: Deportivo Sumalao  |       |                            |

| Juventud Unida (Catamarca)      | 3 - 0 | San Lorenzo (Andalgalá) |
| San Luis (Belén)                | 1 - 0 | Deportivo Sumalao       |
| Libre:Independiente (Chilecito) |       |                         |

| Juventud Unida (Catamarca) | 0 - 0 | Deportivo Sumalao       |
| Independiente (Chilecito)  | 2 - 0 | San Lorenzo (Andalgalá) |
| Libre: San Luis (Belén)    |       |                         |

| Deportivo Sumalao              | 1 - 1 | Independiente (Chilecito)  |
| San Luis (Belén)               | 1 - 0 | Juventud Unida (Catamarca) |
| Libre: San Lorenzo (Andalgalá) |       |                            |

| Independiente (Chilecito)         | 1 - 2 | San Luis (Belén)  |
| San Lorenzo (Andalgalá)           | 1 - 2 | Deportivo Sumalao |
| Libre: Juventud Unida (Catamarca) |       |                   |

| Juventud Unida (Catamarca) | 6 - 0 | Independiente (Chilecito) |
| San Luis (Belén)           | 1 - 2 | San Lorenzo (Andalgalá)   |
| Libre: Deportivo Sumalao   |       |                           |

| Deportivo Sumalao                | 1 - 0 | San Luis (Belén)           |
| San Lorenzo (Andalgalá)          | 1 - 3 | Juventud Unida (Catamarca) |
| Libre: Independiente (Chilecito) |       |                            |

Grupo B
| Grupo B | Grupo B                               | Grupo B | Grupo B | Grupo B | Grupo B | Grupo B | Grupo B | Grupo B | Grupo B |
| Equipo  | Equipo                                | Pts     | PJ      | PG      | PE      | PP      | GF      | GC      | DIF     |
| ------- | ------------------------------------- | ------- | ------- | ------- | ------- | ------- | ------- | ------- | ------- |
| 1º      | Newbery y Everton (Cruz Alta)         | 13      | 6       | 4       | 1       | 1       | 14      | 9       | +5      |
| 2º      | Asociación 9 de Julio (San Francisco) | 9       | 6       | 3       | 0       | 3       | 5       | 12      | -7      |
| 3º      | Rivadavia (Villa María)               | 7       | 6       | 2       | 1       | 3       | 6       | 10      | -4      |
| 4º      | Sportivo 9 de Julio (Río III)         | 6       | 6       | 2       | 0       | 4       | 4       | 7       | -3      |

|  | Clasificado a la siguiente fase. |

| Newbery y Everton             | 1 - 1   | Rivadavia (Villa María)    |
| Sportivo 9 de Julio (Río III) | PP - PG | Asociación 9 de Julio (SF) |

| Asociación 9 de Julio (SF) | 1 - 2 | Newbery y Everton             |
| Rivadavia (Villa María)    | 1 - 3 | Sportivo 9 de Julio (Río III) |

| Newbery y Everton             | 4 - 3 | Asociación 9 de Julio (SF) |
| Sportivo 9 de Julio (Río III) | 4 - 0 | Rivadavia (Villa María)    |

| Asociación 9 de Julio (SF) | PG - PP | Sportivo 9 de Julio (Río III) |
| Rivadavia (Villa María)    | 4 - 1   | Newbery y Everton             |

| Newbery y Everton             | 6 - 0   | Asociación 9 de Julio (SF) |
| Sportivo 9 de Julio (Río III) | PP - PG | Rivadavia (Villa María)    |

| Rivadavia (Villa María)       | 0 - 1   | Asociación 9 de Julio (SF) |
| Sportivo 9 de Julio (Río III) | PP - PG | Newbery y Everton          |

### Región sur
Disputada por once equipos divididos en dos zonas, en cada zona se jugó a partidos de ida y vuelta, donde el ganador de la misma clasificaba a la siguiente instancia. Alianza de Cutral Có y Estrella Norte de Caleta Olivia avanzaron a la siguiente fase.
Grupo A
| Grupo A | Grupo A                      | Grupo A | Grupo A | Grupo A | Grupo A | Grupo A | Grupo A | Grupo A | Grupo A |
| Equipo  | Equipo                       | Pts     | PJ      | PG      | PE      | PP      | GF      | GC      | DIF     |
| ------- | ---------------------------- | ------- | ------- | ------- | ------- | ------- | ------- | ------- | ------- |
| 1º      | Alianza (Cutral Có)          | 18      | 10      | 5       | 3       | 2       | 21      | 15      | +6      |
| 2º      | Ferro (General Pico)         | 16      | 10      | 4       | 4       | 2       | 17      | 10      | +7      |
| 3º      | Villa Congreso (Viedma)      | 14      | 10      | 4       | 2       | 4       | 17      | 18      | -1      |
| 4º      | Lamarque (Fray Luis Beltrán) | 12      | 10      | 3       | 3       | 4       | 10      | 15      | -5      |
| 5º      | Unión Don Bosco (Zapala)     | 12      | 10      | 3       | 3       | 4       | 10      | 12      | -2      |
| 6º      | Independiente (Río Colorado) | 9       | 10      | 2       | 3       | 5       | 11      | 16      | -5      |

|  | Clasificado a la siguiente fase. |

| Alianza (Cutral Có)     | 2 - 0 | Unión Don Bosco (Zapala) |
| Ferro (General Pico)    | 1 - 0 | Independiente (RC)       |
| Lamarque (F.L. Beltrán) | 1 - 0 | Villa Congreso (Viedma)  |

| Villa Congreso (Viedma)  | 2 - 2 | Alianza (Cutral Có)  |
| Lamarque (F.L. Beltrán)  | 0 - 0 | Ferro (General Pico) |
| Unión Don Bosco (Zapala) | 2 - 0 | Independiente (RC)   |

| Alianza (Cutral Có)  | 4 - 0 | Lamarque (F.L. Beltrán)  |
| Ferro (General Pico) | 1 - 1 | Unión Don Bosco (Zapala) |
| Independiente (RC)   | 1 - 4 | Villa Congreso (Viedma)  |

| Alianza (Cutral Có)     | 1 - 0 | Ferro (General Pico)     |
| Villa Congreso (Viedma) | 2 - 1 | Unión Don Bosco (Zapala) |
| Lamarque (F.L. Beltrán) | 1 - 3 | Independiente (RC)       |

| Ferro (General Pico)     | 4 - 1 | Villa Congreso (Viedma) |
| Unión Don Bosco (Zapala) | 0 - 0 | Lamarque (F.L. Beltrán) |
| Independiente (RC)       | 1 - 0 | Alianza (Cutral Có)     |

| Villa Congreso (Viedma)  | 1 - 1 | Lamarque (F.L. Beltrán) |
| Unión Don Bosco (Zapala) | 1 - 2 | Alianza (Cutral Có)     |
| Independiente (RC)       | 0 - 0 | Ferro (General Pico)    |

| Alianza (Cutral Có)  | 4 - 2 | Villa Congreso (Viedma)  |
| Ferro (General Pico) | 4 - 1 | Lamarque (F.L. Beltrán)  |
| Independiente (RC)   | 3 - 1 | Unión Don Bosco (Zapala) |

| Villa Congreso (Viedma)  | 2 - 1 | Independiente (RC)   |
| Lamarque (F.L. Beltrán)  | 3 - 1 | Alianza (Cutral Có)  |
| Unión Don Bosco (Zapala) | 1 - 1 | Ferro (General Pico) |

| Ferro (General Pico)     | 4 - 2 | Alianza (Cutral Có)     |
| Unión Don Bosco (Zapala) | 1 - 0 | Lamarque (F.L. Beltrán) |
| Independiente (RC)       | 0 - 2 | Villa Congreso (Viedma) |

| Alianza (Cutral Có)     | 2 - 2 | Independiente (RC)       |
| Villa Congreso (Viedma) | 3 - 2 | Ferro (General Pico)     |
| Lamarque (F.L. Beltrán) | 1 - 2 | Unión Don Bosco (Zapala) |

Grupo B
| Grupo B | Grupo B                        | Grupo B | Grupo B | Grupo B | Grupo B | Grupo B | Grupo B | Grupo B | Grupo B |
| Equipo  | Equipo                         | Pts     | PJ      | PG      | PE      | PP      | GF      | GC      | DIF     |
| ------- | ------------------------------ | ------- | ------- | ------- | ------- | ------- | ------- | ------- | ------- |
| 1º      | Estrella Norte (Caleta Olivia) | 19      | 8       | 6       | 1       | 1       | 17      | 5       | +12     |
| 2º      | Huracán (Comodoro Rivadavia)   | 18      | 8       | 6       | 0       | 2       | 18      | 6       | +12     |
| 3º      | Independiente (Trelew)         | 9       | 8       | 3       | 0       | 5       | 9       | 12      | -3      |
| 4º      | Bancruz (Río Gallegos)         | 7       | 8       | 2       | 1       | 5       | 6       | 13      | -7      |
| 5º      | Belgrano (Esquel)              | 6       | 8       | 2       | 0       | 6       | 2       | 16      | -14     |

|  | Clasificado a la siguiente fase. |

| Estrella Norte                | 3 - 1 | Independiente (Trelew) |
| Belgrano (Esquel)             | 1 - 0 | Huracán (Com. Riv.)    |
| Libre: Bancruz (Río Gallegos) |       |                        |

| Huracán (Com. Riv.)    | 2 - 0 | Bancruz (Río Gallegos) |
| Independiente (Trelew) | 2 - 0 | Belgrano (Esquel)      |
| Libre: Estrella Norte  |       |                        |

| Bancruz (Río Gallegos)              | 0 - 1 | Independiente (Trelew) |
| Belgrano (Esquel)                   | 0 - 2 | Estrella Norte         |
| Libre: Huracán (Comodoro Rivadavia) |       |                        |

| Estrella Norte           | 1 - 1 | Bancruz (Río Gallegos) |
| Independiente (Trelew)   | 1 - 3 | Huracán (Com. Riv.)    |
| Libre: Belgrano (Esquel) |       |                        |

| Huracán (Com. Riv.)           | 2 - 1 | Estrella Norte    |
| Bancruz (Río Gallegos)        | 1 - 0 | Belgrano (Esquel) |
| Libre: Independiente (Trelew) |       |                   |

| Huracán (Com. Riv.)           | 5 - 0 | Belgrano (Esquel) |
| Independiente (Trelew)        | 0 - 0 | Estrella Norte    |
| Libre: Bancruz (Río Gallegos) |       |                   |

| Bancruz (Río Gallegos) | 0 - 3 | Huracán (Com. Riv.)    |
| Belgrano (Esquel)      | 1 - 0 | Independiente (Trelew) |
| Libre: Estrella Norte  |       |                        |

| Estrella Norte                      | 4 - 0 | Belgrano (Esquel)      |
| Independiente (Trelew)              | 3 - 1 | Bancruz (Río Gallegos) |
| Libre: Huracán (Comodoro Rivadavia) |       |                        |

| Huracán (Com. Riv.)      | 3 - 1 | Independiente (Trelew) |
| Bancruz (Río Gallegos)   | 1 - 3 | Estrella Norte         |
| Libre: Belgrano (Esquel) |       |                        |

| Estrella Norte                | 2 - 0 | Huracán (Com. Riv.)    |
| Belgrano (Esquel)             | 0 - 2 | Bancruz (Río Gallegos) |
| Libre: Independiente (Trelew) |       |                        |

### Región cuyo
Disputada por tres equipos en un único grupo. Clasificaron los dos primeros, Peñaflor de Caucete y General San Martín de Villa Mercedes.
Grupo A
| Grupo A | Grupo A                             | Grupo A | Grupo A | Grupo A | Grupo A | Grupo A | Grupo A | Grupo A | Grupo A |
| Equipo  | Equipo                              | Pts     | PJ      | PG      | PE      | PP      | GF      | GC      | DIF     |
| ------- | ----------------------------------- | ------- | ------- | ------- | ------- | ------- | ------- | ------- | ------- |
| 1º      | Peñaflor (Caucete)                  | 9       | 4       | 3       | 0       | 1       | 10      | 4       | +6      |
| 2º      | General San Martín (Villa Mercedes) | 7       | 4       | 2       | 1       | 1       | 3       | 2       | +1      |
| 3º      | Colón (General Alvear)              | 1       | 4       | 0       | 1       | 3       | 2       | 9       | -7      |

|  | Clasificado a la siguiente fase. |

| San Martín (Villa Mercedes)   | 1 - 2 | Peñaflor (Caucete) |
| Libre: Colón (General Alvear) |       |                    |

| Colón (General Alvear)    | 0 - 0 | San Martín (Villa Mercedes) |
| Libre: Peñaflor (Caucete) |       |                             |

| Peñaflor (Caucete)                 | 4 - 0 | Colón (General Alvear) |
| Libre: San Martín (Villa Mercedes) |       |                        |

| Peñaflor (Caucete)            | 0 - 1 | San Martín (Villa Mercedes) |
| Libre: Colón (General Alvear) |       |                             |

| San Martín (Villa Mercedes) | 1 - 0 | Colón (General Alvear) |
| Libre: Peñaflor (Caucete)   |       |                        |

| Colón (General Alvear)             | 2 - 4 | Peñaflor (Caucete) |
| Libre: San Martín (Villa Mercedes) |       |                    |

### Región litoral
Dividida en dos subregiones y dos etapas, la región litoral tuvo como clasificados para la siguiente fase a Sarmiento de Resistencia y a Barrio Norte de Gualeguay.
Se disputó en primera instancia una fase de grupos, con tres grupos de cuatro equipos cada uno y cinco grupos de tres equipos, donde los equipos jugaron a ida y vuelta en su grupo. Al finalizar los partidos, los primeros de cada grupo avanzaron a la segunda instancia, duelos a ida y vuelta según cercanía geográfica.
Durante la primera etapa, se dieron 3 puntos por victoria, 1 punto por empate y 0 en caso de derrota. La posición de los clubes se determinó por su diferencia de goles y por la cantidad de goles a favor. En la segunda etapa, se consagraba ganador aquel equipo con mayor cantidad de puntos en la serie, y en segunda instancia, con mayor cantidad de goles. En caso de igualdad en puntos, se disputaban dos tiempos extras cada uno de quince minutos, y de persistir la igualdad, se recurría a tiros desde el punto penal.
Subregión 1
Grupo A
| Grupo A | Grupo A                      | Grupo A | Grupo A | Grupo A | Grupo A | Grupo A | Grupo A | Grupo A | Grupo A |
| Equipo  | Equipo                       | Pts     | PJ      | PG      | PE      | PP      | GF      | GC      | DIF     |
| ------- | ---------------------------- | ------- | ------- | ------- | ------- | ------- | ------- | ------- | ------- |
| 1º      | Santa Rosa (Chajarí)         | 7       | 4       | 2       | 1       | 1       | 5       | 5       | 0       |
| 2º      | Colegiales (Concordia)       | 6       | 4       | 2       | 0       | 2       | 9       | 7       | +2      |
| 3º      | Atlético Villa Elisa (Colón) | 4       | 4       | 1       | 1       | 2       | 5       | 7       | -2      |

|  | Clasificado a la siguiente fase. |

| Atlético Villa Elisa          | 1 - 1 | Santa Rosa (Chajarí) |
| Libre: Colegiales (Concordia) |       |                      |

| Colegiales (Concordia)      | 4 - 2 | Atlético Villa Elisa |
| Libre: Santa Rosa (Chajarí) |       |                      |

| Santa Rosa (Chajarí)        | 3 - 0 | Colegiales (Concordia) |
| Libre: Atlético Villa Elisa |       |                        |

| Santa Rosa (Chajarí)          | 1 - 0 | Atlético Villa Elisa |
| Libre: Colegiales (Concordia) |       |                      |

| Atlético Villa Elisa        | 2 - 1 | Colegiales (Concordia) |
| Libre: Santa Rosa (Chajarí) |       |                        |

| Colegiales (Concordia)      | 4 - 0 | Santa Rosa (Chajarí) |
| Libre: Atlético Villa Elisa |       |                      |

Grupo B
| Grupo B | Grupo B                              | Grupo B | Grupo B | Grupo B | Grupo B | Grupo B | Grupo B | Grupo B | Grupo B |
| Equipo  | Equipo                               | Pts     | PJ      | PG      | PE      | PP      | GF      | GC      | DIF     |
| ------- | ------------------------------------ | ------- | ------- | ------- | ------- | ------- | ------- | ------- | ------- |
| 1º      | Barrio Norte (Gualeguay)             | 7       | 4       | 2       | 1       | 1       | 5       | 3       | +2      |
| 2º      | Deportivo Bovril (Paraná)            | 6       | 4       | 2       | 0       | 2       | 12      | 9       | +3      |
| 3º      | Deportivo Urdinarraín (Gualeguaychú) | 4       | 4       | 1       | 1       | 2       | 7       | 12      | -5      |

|  | Clasificado a la siguiente fase. |

| Barrio Norte                                | 1 - 0 | Deportivo Bovril |
| Libre: Deportivo Urdinarraín (Gualeguaychú) |       |                  |

| Deportivo Urdinarraín            | 0 - 3 | Barrio Norte |
| Libre: Deportivo Bovril (Paraná) |       |              |

| Deportivo Bovril                | 2 - 3 | Deportivo Urdinarraín |
| Libre: Barrio Norte (Gualeguay) |       |                       |

| Deportivo Bovril                            | 3 - 1 | Barrio Norte |
| Libre: Deportivo Urdinarraín (Gualeguaychú) |       |              |

| Barrio Norte                     | 0 - 0 | Deportivo Urdinarraín |
| Libre: Deportivo Bovril (Paraná) |       |                       |

| Deportivo Urdinarraín           | 4 - 7 | Barrio Norte |
| Libre: Barrio Norte (Gualeguay) |       |              |

Grupo C
| Grupo C | Grupo C                               | Grupo C | Grupo C | Grupo C | Grupo C | Grupo C | Grupo C | Grupo C | Grupo C |
| Equipo  | Equipo                                | Pts     | PJ      | PG      | PE      | PP      | GF      | GC      | DIF     |
| ------- | ------------------------------------- | ------- | ------- | ------- | ------- | ------- | ------- | ------- | ------- |
| 1º      | Atlético Empalme (Villa Constitución) | 12      | 6       | 4       | 0       | 2       | 6       | 4       | +2      |
| 2º      | San Martín (Carlos Pellegrini)        | 9       | 6       | 2       | 3       | 1       | 9       | 7       | +2      |
| 3º      | Alumni (Casilda)                      | 6       | 6       | 1       | 3       | 2       | 6       | 8       | -2      |
| 4º      | Frigorífico Paladini (Rosario)        | 5       | 6       | 1       | 2       | 3       | 7       | 9       | -2      |

|  | Clasificado a la siguiente fase. |

| Atlético Empalme           | 1 - 0 | Frigorífico Paladini |
| San Martín (C. Pellegrini) | 2 - 2 | Alumni (Casilda)     |

| Alumni (Casilda)     | 1 - 0 | Atlético Empalme           |
| Frigorífico Paladini | 1 - 1 | San Martín (C. Pellegrini) |

| San Martín (C. Pellegrini) | 1 - 2 | Atlético Empalme |
| Frigorífico Paladini       | 2 - 2 | Alumni (Casilda) |

| Alumni (Casilda)     | 0 - 0 | San Martín (C. Pellegrini) |
| Frigorífico Paladini | 0 - 1 | Atlético Empalme           |

| Atlético Empalme           | 2 - 0 | Alumni (Casilda)     |
| San Martín (C. Pellegrini) | 3 - 2 | Frigorífico Paladini |

| Atlético Empalme | 0 - 2 | San Martín (C. Pellegrini) |
| Alumni (Casilda) | 1 - 2 | Frigorífico Paladini       |

Grupo D
| Grupo D | Grupo D                             | Grupo D | Grupo D | Grupo D | Grupo D | Grupo D | Grupo D | Grupo D | Grupo D |
| Equipo  | Equipo                              | Pts     | PJ      | PG      | PE      | PP      | GF      | GC      | DIF     |
| ------- | ----------------------------------- | ------- | ------- | ------- | ------- | ------- | ------- | ------- | ------- |
| 1º      | Gimnasia y Esgrima (Santa Fe)       | 13      | 6       | 4       | 1       | 1       | 14      | 5       | +9      |
| 2º      | Libertad (Sunchales)                | 13      | 6       | 4       | 1       | 1       | 14      | 9       | +5      |
| 3º      | Plantense-El Porvenir (Reconquista) | 6       | 6       | 1       | 3       | 2       | 12      | 14      | -2      |
| 4º      | Boxing Club (Las Toscas)            | 1       | 6       | 0       | 1       | 5       | 4       | 16      | -12     |

|  | Clasificado a la siguiente fase. |

| Plantense-El Porvenir    | 2 - 3 | Libertad (Sunchales) |
| Boxing Club (Las Toscas) | 1 - 2 | Gimnasia (Santa Fe)  |

| Gimnasia (Santa Fe)  | 5 - 1 | Plantense-El Porvenir    |
| Libertad (Sunchales) | 3 - 0 | Boxing Club (Las Toscas) |

| Libertad (Sunchales)     | 2 - 0 | Gimnasia (Santa Fe)   |
| Boxing Club (Las Toscas) | 2 - 2 | Plantense-El Porvenir |

| Gimnasia (Santa Fe)  | 3 - 0 | Boxing Club (Las Toscas) |
| Libertad (Sunchales) | 3 - 3 | Plantense-El Porvenir    |

| Plantense-El Porvenir    | 1 - 1 | Gimnasia (Santa Fe)  |
| Boxing Club (Las Toscas) | 1 - 3 | Libertad (Sunchales) |

| Gimnasia (Santa Fe)   | 3 - 0 | Libertad (Sunchales)     |
| Plantense-El Porvenir | 3 - 0 | Boxing Club (Las Toscas) |

Segunda ronda
|  | Semifinales                               | Semifinales                               | Semifinales                               |   |                               | Final                        | Final                        | Final                        |  |
|  | 26 de noviembre al 3 de diciembre de 1995 | 26 de noviembre al 3 de diciembre de 1995 | 26 de noviembre al 3 de diciembre de 1995 |   |                               | 10 y 17 de diciembre de 1995 | 10 y 17 de diciembre de 1995 | 10 y 17 de diciembre de 1995 |  |
|  |                                           |                                           |                                           |   |                               |                              |                              |                              |  |
|  |                                           |                                           |                                           |   |                               |                              |                              |                              |  |
|  | Atl. Empalme (Villa Constitución)         | 1                                         | 0                                         |   |                               |                              |                              |                              |  |
|  | Atl. Empalme (Villa Constitución)         | 1                                         | 0                                         |   |                               |                              |                              |                              |  |
|  | Gimnasia y Esgrima (Santa Fe)             | 2                                         | 1                                         |   |                               |                              |                              |                              |  |
|  | Gimnasia y Esgrima (Santa Fe)             | 2                                         | 1                                         |   | Gimnasia y Esgrima (Santa Fe) | 0                            | 0                            |                              |  |
|  |                                           |                                           |                                           |   | Gimnasia y Esgrima (Santa Fe) | 0                            | 0                            |                              |  |
|  |                                           |                                           | Barrio Norte (Gualeguay)                  | 0 | 2                             |                              |                              |                              |  |
|  | Barrio Norte (Gualeguay)                  | 0                                         | Barrio Norte (Gualeguay)                  | 0 | 2                             | 5(8)                         |                              |                              |  |
|  | Barrio Norte (Gualeguay)                  | 0                                         |                                           |   |                               | 5(8)                         |                              |                              |  |
|  | Santa Rosa (Chajarí)                      | 2                                         | 3(7)                                      |   |                               |                              |                              |                              |  |
|  | Santa Rosa (Chajarí)                      | 2                                         | 3(7)                                      |   |                               |                              |                              |                              |  |
|  |                                           |                                           |                                           |   |                               |                              |                              |                              |  |

Nota: El equipo situado primero (arriba) ejerce la localía en el primer partido.
Subregión 2
Grupo E
| Grupo E | Grupo E                       | Grupo E | Grupo E | Grupo E | Grupo E | Grupo E | Grupo E | Grupo E | Grupo E |
| Equipo  | Equipo                        | Pts     | PJ      | PG      | PE      | PP      | GF      | GC      | DIF     |
| ------- | ----------------------------- | ------- | ------- | ------- | ------- | ------- | ------- | ------- | ------- |
| 1º      | Aristóbulo del Valle          | 5       | 4       | 1       | 2       | 1       | 6       | 5       | +1      |
| 2º      | Avanti Hermandad (Santo Tomé) | 5       | 4       | 1       | 2       | 1       | 4       | 5       | -1      |
| 3º      | Juventud Unida (Goya)         | 4       | 4       | 0       | 4       | 0       | 7       | 7       | 0       |

|  | Clasificado a la siguiente fase. |

| Juventud Unida (Goya)       | 2 - 2 | Avanti Hermandad |
| Libre: Aristóbulo del Valle |       |                  |

| Aristóbulo del Valle    | 2 - 2 | Juventud Unida (Goya) |
| Libre: Avanti Hermandad |       |                       |

| Avanti Hermandad | 1 - 0                        | Aristóbulo del Valle |
| colspan=3        | Libre: Juventud Unida (Goya) |                      |

| Avanti Hermandad            | 1 - 1 | Juventud Unida (Goya) |
| Libre: Aristóbulo del Valle |       |                       |

| Juventud Unida (Goya)   | 2 - 2 | Aristóbulo del Valle |
| Libre: Avanti Hermandad |       |                      |

| Aristóbulo del Valle         | 2 - 0 | Avanti Hermandad |
| Libre: Juventud Unida (Goya) |       |                  |

Grupo F
| Grupo F | Grupo F                                    | Grupo F | Grupo F | Grupo F | Grupo F | Grupo F | Grupo F | Grupo F | Grupo F |
| Equipo  | Equipo                                     | Pts     | PJ      | PG      | PE      | PP      | GF      | GC      | DIF     |
| ------- | ------------------------------------------ | ------- | ------- | ------- | ------- | ------- | ------- | ------- | ------- |
| 1º      | Sporting Panificación (Paso de los Libres) | 11      | 6       | 3       | 2       | 1       | 11      | 7       | +4      |
| 2º      | Villa Rivadavia (Mercedes)                 | 10      | 6       | 3       | 1       | 2       | 12      | 9       | +3      |
| 3º      | Centenario (Curuzú Cuatia)                 | 8       | 6       | 2       | 2       | 2       | 8       | 8       | 0       |
| 4º      | San Lorenzo (Monte Caseros)                | 4       | 6       | 1       | 1       | 4       | 7       | 14      | -7      |

|  | Clasificado a la siguiente fase. |

| Centenario (Curuzú Cuatia)  | 2 - 2 | Villa Rivadavia (Mercedes) |
| San Lorenzo (Monte Caseros) | 2 - 2 | Sporting Panificación      |

| Sporting Panificación      | 2 - 1 | Centenario (Curuzú Cuatia)  |
| Villa Rivadavia (Mercedes) | 2 - 1 | San Lorenzo (Monte Caseros) |

| Sporting Panificación      | 1 - 2 | Villa Rivadavia (Mercedes)  |
| Centenario (Curuzú Cuatia) | 2 - 1 | San Lorenzo (Monte Caseros) |

| Sporting Panificación      | 4 - 1 | San Lorenzo (Monte Caseros) |
| Villa Rivadavia (Mercedes) | 1 - 3 | Centenario (Curuzú Cuatia)  |

| Centenario (Curuzú Cuatia)  | 0 - 0 | Sporting Panificación      |
| San Lorenzo (Monte Caseros) | 0 - 4 | Villa Rivadavia (Mercedes) |

| Villa Rivadavia (Mercedes)  | 1 - 2 | Sporting Panificación      |
| San Lorenzo (Monte Caseros) | 2 - 0 | Centenario (Curuzú Cuatia) |

Grupo G
| Grupo G | Grupo G                        | Grupo G | Grupo G | Grupo G | Grupo G | Grupo G | Grupo G | Grupo G | Grupo G |
| Equipo  | Equipo                         | Pts     | PJ      | PG      | PE      | PP      | GF      | GC      | DIF     |
| ------- | ------------------------------ | ------- | ------- | ------- | ------- | ------- | ------- | ------- | ------- |
| 1º      | Sarmiento (Resistencia)        | 9       | 4       | 3       | 0       | 1       | 10      | 3       | +7      |
| 2º      | 13 de Junio (Pirané)           | 9       | 4       | 3       | 0       | 1       | 8       | 3       | +5      |
| 3º      | Argentino del Norte (Clorinda) | 0       | 4       | 0       | 0       | 4       | 2       | 14      | -12     |

|  | Clasificado a la siguiente fase. |

| Argentino del Norte (Clorinda) | 1 - 5 | Sarmiento (R) |
| Libre: 13 de Junio (Pirané)    |       |               |

| 13 de Junio (Pirané) | 3 - 0 | Argentino del Norte (Clorinda) |
| Libre: Sarmiento (R) |       |                                |

| Sarmiento (R)                         | 3 - 0 | 13 de Junio (Pirané) |
| Libre: Argentino del Norte (Clorinda) |       |                      |

| Sarmiento (R)               | 2 - 1 | Argentino del Norte (Clorinda) |
| Libre: 13 de Junio (Pirané) |       |                                |

| Argentino del Norte (Clorinda) | 0 - 4 | 13 de Junio (Pirané) |
| Libre: Sarmiento (R)           |       |                      |

| 13 de Junio (Pirané)                  | 1 - 0 | Sarmiento (R) |
| Libre: Argentino del Norte (Clorinda) |       |               |

Grupo H
| Grupo H | Grupo H                             | Grupo H | Grupo H | Grupo H | Grupo H | Grupo H | Grupo H | Grupo H | Grupo H |
| Equipo  | Equipo                              | Pts     | PJ      | PG      | PE      | PP      | GF      | GC      | DIF     |
| ------- | ----------------------------------- | ------- | ------- | ------- | ------- | ------- | ------- | ------- | ------- |
| 1º      | Atlético Charata                    | 10      | 4       | 3       | 1       | 0       | 9       | 3       | +6      |
| 2º      | Remedios de Escalada (Villa Angela) | 4       | 4       | 1       | 1       | 2       | 7       | 12      | -5      |
| 3º      | Barrio Sarmiento (Roque Saenz Peña) | 3       | 4       | 1       | 0       | 3       | 9       | 10      | -1      |

|  | Clasificado a la siguiente fase. |

| Atlético Charata            | 2 - 1 | Barrio Sarmiento |
| Libre: Remedios de Escalada |       |                  |

| Remedios de Escalada    | 1 - 1 | Atlético Charata |
| Libre: Barrio Sarmiento |       |                  |

| Barrio Sarmiento | 1 - 3                   | Remedios de Escalada |
| colspan=3        | Libre: Atlético Charata |                      |

| Barrio Sarmiento            | 1 - 2 | Atlético Charata |
| Libre: Remedios de Escalada |       |                  |

| Atlético Charata        | 4 - 0 | Remedios de Escalada |
| Libre: Barrio Sarmiento |       |                      |

| Remedios de Escalada    | 3 - 6 | Barrio Sarmiento |
| Libre: Atlético Charata |       |                  |

Segunda ronda
|  | Semifinales                               | Semifinales                               | Semifinales                               |   |                      | Final                        | Final                        | Final                        |  |
|  | 26 de noviembre al 3 de diciembre de 1995 | 26 de noviembre al 3 de diciembre de 1995 | 26 de noviembre al 3 de diciembre de 1995 |   |                      | 10 y 17 de diciembre de 1995 | 10 y 17 de diciembre de 1995 | 10 y 17 de diciembre de 1995 |  |
|  |                                           |                                           |                                           |   |                      |                              |                              |                              |  |
|  |                                           |                                           |                                           |   |                      |                              |                              |                              |  |
|  | Aristóbulo del Valle                      | 1                                         | 1                                         |   |                      |                              |                              |                              |  |
|  | Aristóbulo del Valle                      | 1                                         | 1                                         |   |                      |                              |                              |                              |  |
|  | Sporting Panificación                     | 0                                         | 1                                         |   |                      |                              |                              |                              |  |
|  | Sporting Panificación                     | 0                                         | 1                                         |   | Aristóbulo del Valle | 0                            | 1                            |                              |  |
|  |                                           |                                           |                                           |   | Aristóbulo del Valle | 0                            | 1                            |                              |  |
|  |                                           |                                           | Sarmiento (Resistencia)                   | 1 | 6                    |                              |                              |                              |  |
|  | Atlético Charata                          | 1                                         | Sarmiento (Resistencia)                   | 1 | 6                    | 0                            |                              |                              |  |
|  | Atlético Charata                          | 1                                         |                                           |   |                      | 0                            |                              |                              |  |
|  | Sarmiento (Resistencia)                   | 1                                         | 4                                         |   |                      |                              |                              |                              |  |
|  | Sarmiento (Resistencia)                   | 1                                         | 4                                         |   |                      |                              |                              |                              |  |
|  |                                           |                                           |                                           |   |                      |                              |                              |                              |  |

Nota: El equipo situado primero (arriba) ejerce la localía en el primer partido.

## Segunda fase
Disputada entre el 14 de enero y el 17 de marzo de 1996, contó con cuarenta y un equipos divididos en ocho grupos (de la A a la H) según su localización geográfica. Los primeros de cada grupo avanzaban a la tercera fase.
Treinta y un equipos de las ligas más fuertes del país [cita requerida] estuvieron pre-clasificados para esta instancia. A ellos se le sumaron los doce clasificados de la fase previa.
En esta fase, cada equipo disputaba encuentros de ida y vuelta contra cada rival dentro del mismo grupo, obteniendo 3 puntos en caso de victoria, 1 en caso de empate y ninguno en caso de derrota. Para definir la posición de los equipos en caso de empate de puntos, se recurrió a la diferencia de goles, y luego a los goles a favor.

### Grupo A
| Equipo                    | Pts | PJ | PG | PE | PP | GF | GC | Dif |
| ------------------------- | --- | -- | -- | -- | -- | -- | -- | --- |
| Mataderos (Necochea)      | 11  | 6  | 3  | 2  | 1  | 6  | 5  | +1  |
| El Linqueño (Lincoln)     | 8   | 6  | 2  | 2  | 2  | 9  | 7  | +2  |
| Sporting (Punta Alta)     | 7   | 6  | 2  | 1  | 3  | 8  | 9  | -1  |
| Los Andes (Mar del Plata) | 7   | 6  | 2  | 1  | 3  | 7  | 9  | -2  |

|  | Clasificado a la siguiente fase. |

| Mataderos (Necochea)  | 0 - 0 | El Linqueño               |
| Sporting (Punta Alta) | 1 - 1 | Los Andes (Mar del Plata) |

| Los Andes (Mar del Plata) | 1 - 2 | Mataderos (Necochea)  |
| El Linqueño               | 4 - 2 | Sporting (Punta Alta) |

| Mataderos (Necochea)      | 2 - 1 | Sporting (Punta Alta) |
| Los Andes (Mar del Plata) | 2 - 1 | El Linqueño           |

| Los Andes (Mar del Plata) | 2 - 1 | Sporting (Punta Alta) |
| El Linqueño               | 1 - 1 | Mataderos (Necochea)  |

| Mataderos (Necochea)  | 1 - 0 | Los Andes (Mar del Plata) |
| Sporting (Punta Alta) | 1 - 0 | El Linqueño               |

| El Linqueño           | 3 - 1 | Los Andes (Mar del Plata) |
| Sporting (Punta Alta) | 2 - 0 | Mataderos (Necochea)      |

### Grupo B
| Equipo                         | Pts | PJ | PG | PE | PP | GF | GC | Dif |
| ------------------------------ | --- | -- | -- | -- | -- | -- | -- | --- |
| Unión Deportiva Catriel        | 18  | 8  | 6  | 0  | 2  | 17 | 8  | +9  |
| Alianza (Cutral Có)            | 12  | 8  | 3  | 3  | 2  | 16 | 11 | +5  |
| Boca Unidos (Bariloche)        | 11  | 8  | 3  | 2  | 3  | 15 | 14 | +1  |
| Estrella Norte (Caleta Olivia) | 10  | 8  | 3  | 1  | 4  | 8  | 12 | -4  |
| Unión General Campos           | 5   | 8  | 1  | 2  | 5  | 6  | 19 | -13 |

|  | Clasificado a la siguiente fase. |

| Boca Unidos (Bariloche)        | 3 - 2 | Estrella Norte       |
| Alianza (Cutral Có)            | 3 - 0 | Unión General Campos |
| Libre: Unión Deportiva Catriel |       |                      |

| Unión General Campos       | 2 - 5 | Boca Unidos (Bariloche) |
| Estrella Norte             | 1 - 0 | Unión Deportiva Catriel |
| Libre: Alianza (Cutral Có) |       |                         |

| Unión Deportiva Catriel               | 5 - 0 | Unión General Campos |
| Boca Unidos (Bariloche)               | 1 - 1 | Alianza (Cutral Có)  |
| Libre: Estrella Norte (Caleta Olivia) |       |                      |

| Alianza (Cutral Có)            | 0 - 1 | Unión Deportiva Catriel |
| Unión General Campos           | 2 - 0 | Estrella Norte          |
| Libre: Boca Unidos (Bariloche) |       |                         |

| Estrella Norte              | 2 - 2 | Alianza (Cutral Có)     |
| Unión Deportiva Catriel     | 4 - 2 | Boca Unidos (Bariloche) |
| Libre: Unión General Campos |       |                         |

| Estrella Norte                 | 1 - 0 | Boca Unidos (Bariloche) |
| Unión General Campos           | 1 - 1 | Alianza (Cutral Có)     |
| Libre: Unión Deportiva Catriel |       |                         |

| Boca Unidos (Bariloche)    | 0 - 0 | Unión General Campos |
| Unión Deportiva Catriel    | 2 - 1 | Estrella Norte       |
| Libre: Alianza (Cutral Có) |       |                      |

| Unión General Campos                  | 1 - 4 | Unión Deportiva Catriel |
| Alianza (Cutral Có)                   | 4 - 3 | Boca Unidos (Bariloche) |
| Libre: Estrella Norte (Caleta Olivia) |       |                         |

| Unión Deportiva Catriel        | 3 - 2 | Alianza (Cutral Có)  |
| Estrella Norte                 | 1 - 0 | Unión General Campos |
| Libre: Boca Unidos (Bariloche) |       |                      |

| Alianza (Cutral Có)         | 3 - 0 | Estrella Norte          |
| Boca Unidos (Bariloche)     | 1 - 0 | Unión Deportiva Catriel |
| Libre: Unión General Campos |       |                         |

### Grupo C
| Equipo                    | Pts | PJ | PG | PE | PP | GF | GC | Dif |
| ------------------------- | --- | -- | -- | -- | -- | -- | -- | --- |
| Sarmiento (Resistencia)   | 17  | 10 | 4  | 5  | 1  | 18 | 9  | +9  |
| Rosamonte (Apóstoles)     | 15  | 10 | 3  | 6  | 1  | 14 | 4  | +10 |
| 1.º de Mayo (Formosa)     | 15  | 10 | 3  | 6  | 1  | 13 | 7  | +6  |
| Bartolomé Mitre (Posadas) | 12  | 10 | 2  | 6  | 2  | 13 | 13 | 0   |
| Tigre (Santo Pipó)        | 9   | 10 | 2  | 3  | 5  | 7  | 13 | -6  |
| Racing (Apóstoles)        | 6   | 10 | 0  | 6  | 4  | 5  | 24 | -19 |

|  | Clasificado a la siguiente fase. |

| 1° de Mayo         | 4 - 1 | Racing (Apóstoles) |
| Tigre (Santo Pipó) | 0 - 0 | Bartolomé Mitre    |
| Rosamonte          | 0 - 1 | Sarmiento (R)      |

| Rosamonte       | 0 - 0 | 1.º de Mayo        |
| Sarmiento (R)   | 1 - 0 | Tigre (Santo Pipó) |
| Bartolomé Mitre | 1 - 1 | Racing (Apóstoles) |

| Tigre (Santo Pipó) | 0 - 2 | Rosamonte       |
| 1° de Mayo         | 2 - 0 | Bartolomé Mitre |
| Racing (Apóstoles) | 0 - 0 | Sarmiento (R)   |

| Rosamonte          | 7 - 0 | Racing (Apóstoles) |
| Sarmiento (R)      | 4 - 4 | Bartolomé Mitre    |
| Tigre (Santo Pipó) | 1 - 1 | 1.º de Mayo        |

| 1.º de Mayo        | 1 - 1 | Sarmiento (R)      |
| Bartolomé Mitre    | 0 - 0 | Rosamonte          |
| Racing (Apóstoles) | 0 - 0 | Tigre (Santo Pipó) |

| Sarmiento (R)      | 0 - 0 | Rosamonte          |
| Racing (Apóstoles) | 0 - 0 | 1.º de Mayo        |
| Bartolomé Mitre    | 4 - 1 | Tigre (Santo Pipó) |

| 1.º de Mayo        | 1 - 1 | Rosamonte       |
| Tigre (Santo Pipó) | 2 - 1 | Sarmiento (R)   |
| Racing (Apóstoles) | 1 - 1 | Bartolomé Mitre |

| Bartolomé Mitre | 2 - 1 | 1.º de Mayo        |
| Sarmiento (R)   | 7 - 1 | Racing (Apóstoles) |
| Rosamonte       | 2 - 0 | Tigre (Santo Pipó) |

| 1° de Mayo         | 2 - 0 | Tigre (Santo Pipó) |
| Racing (Apóstoles) | 1 - 1 | Rosamonte          |
| Bartolomé Mitre    | 0 - 2 | Sarmiento (R)      |

| Sarmiento (R)      | 1 - 1 | 1.º de Mayo        |
| Rosamonte          | 1 - 1 | Bartolomé Mitre    |
| Tigre (Santo Pipó) | 3 - 0 | Racing (Apóstoles) |

### Grupo D
| Equipo                   | Pts | PJ | PG | PE | PP | GF | GC | Dif |
| ------------------------ | --- | -- | -- | -- | -- | -- | -- | --- |
| San Martín (Monte Comán) | 22  | 10 | 6  | 4  | 0  | 17 | 4  | +13 |
| Racing (Córdoba)         | 17  | 10 | 4  | 5  | 1  | 22 | 13 | +9  |
| Huracán Las Heras        | 13  | 10 | 4  | 1  | 5  | 17 | 15 | +2  |
| Trinidad                 | 13  | 10 | 3  | 4  | 3  | 15 | 15 | 0   |
| Peñaflor (Caucete)       | 11  | 10 | 3  | 2  | 5  | 13 | 21 | -8  |
| Rioja Juniors            | 5   | 10 | 1  | 2  | 7  | 12 | 28 | -16 |

|  | Clasificado a la siguiente fase. |

| Rioja Juniors     | 0 - 0 | Peñaflor        |
| Racing (C)        | 1 - 1 | Trinidad        |
| Huracán Las Heras | 0 - 1 | San Martín (MC) |

| Huracán Las Heras | 1 - 2 | Rioja Juniors |
| San Martín (MC)   | 1 - 1 | Racing (C)    |
| Trinidad          | 5 - 1 | Peñaflor      |

| Rioja Juniors | 0 - 1 | Trinidad          |
| Peñaflor      | 2 - 2 | San Martín (MC)   |
| Racing (C)    | 2 - 0 | Huracán Las Heras |

| Racing (C)        | 5 - 0 | Rioja Juniors |
| Huracán Las Heras | 3 - 1 | Peñaflor      |
| San Martín (MC)   | 3 - 0 | Trinidad      |

| Rioja Juniors | 0 - 1 | San Martín (MC)   |
| Trinidad      | 2 - 2 | Huracán Las Heras |
| Peñaflor      | 0 - 4 | Racing (C)        |

| Peñaflor        | 4 - 3 | Rioja Juniors     |
| Trinidad        | 2 - 2 | Racing (C)        |
| San Martín (MC) | 1 - 0 | Huracán Las Heras |

| Rioja Juniors | 2 - 5 | Huracán Las Heras |
| Racing (C)    | 1 - 1 | San Martín (MC)   |
| Peñaflor      | 3 - 0 | Trinidad          |

| Trinidad          | 4 - 2 | Rioja Juniors |
| San Martín (MC)   | 3 - 0 | Peñaflor      |
| Huracán Las Heras | 5 - 2 | Racing (C)    |

| Rioja Juniors | 3 - 3 | Racing (C)        |
| Peñaflor      | 2 - 0 | Huracán Las Heras |
| Trinidad      | 0 - 0 | San Martín (MC)   |

| San Martín (MC)   | 4 - 0 | Rioja Juniors |
| Huracán Las Heras | 1 - 0 | Trinidad      |
| Racing (C)        | 1 - 0 | Peñaflor      |

### Grupo E
| Equipo                            | Pts | PJ | PG | PE | PP | GF | GC | Dif |
| --------------------------------- | --- | -- | -- | -- | -- | -- | -- | --- |
| Sporting Club Victoria (San Luis) | 20  | 10 | 6  | 2  | 2  | 17 | 9  | +8  |
| Argentino (Guaymallén)            | 18  | 10 | 5  | 3  | 2  | 17 | 10 | +7  |
| San Martín (Villa Mercedes)       | 16  | 10 | 4  | 4  | 2  | 9  | 8  | +1  |
| Huracán (Córdoba)                 | 13  | 10 | 4  | 1  | 5  | 12 | 14 | -2  |
| Unión (Villa Krause)              | 12  | 10 | 3  | 3  | 4  | 10 | 13 | -3  |
| Deportivo Río Cuarto              | 4   | 10 | 1  | 1  | 8  | 2  | 13 | -11 |

|  | Clasificado a la siguiente fase. |

| Deportivo Río Cuarto | 0 - 1 | Argentino (G) |
| Unión (VK)           | 3 - 1 | Huracán (C)   |
| San Martín (VM)      | 2 - 0 | SC Victoria   |

| San Martín (VM) | 1 - 0 | Deportivo Río Cuarto |
| SC Victoria     | 3 - 2 | Unión (VK)           |
| Huracán (C)     | 3 - 0 | Argentino (G)        |

| Deportivo Río Cuarto | 1 - 0 | Huracán (C)     |
| Argentino (G)        | 1 - 1 | SC Victoria     |
| Unión (VK)           | 0 - 0 | San Martín (VM) |

| Unión (VK)      | 1 - 0 | Deportivo Río Cuarto |
| San Martín (VM) | 1 - 1 | Argentino (G)        |
| SC Victoria     | 1 - 2 | Huracán (C)          |

| Deportivo Río Cuarto | 0 - 3 | SC Victoria     |
| Huracán (C)          | 0 - 1 | San Martín (VM) |
| Argentino (G)        | 4 - 0 | Unión (VK)      |

| Argentino (G) | 3 - 1 | Deportivo Río Cuarto |
| Huracán (C)   | 2 - 1 | Unión (VK)           |
| SC Victoria   | 3 - 1 | San Martín (SL)      |

| Deportivo Río Cuarto | 0 - 0 | San Martín (VM) |
| Argentino (G)        | 4 - 1 | Huracán (C)     |
| Unión (VK)           | 0 - 1 | SC Victoria     |

| Huracán (C)     | 1 - 0 | Deportivo Río Cuarto |
| SC Victoria     | 2 - 0 | Argentino (G)        |
| San Martín (VM) | 1 - 1 | Unión (VK)           |

| Deportivo Río Cuarto | 0 - 1 | Unión (VK)      |
| Argentino (SL)       | 2 - 0 | San Martín (VM) |
| Huracán (C)          | 1 - 1 | SC Victoria     |

| SC Victoria     | 2 - 0 | Deportivo Río Cuarto |
| San Martín (VM) | 2 - 1 | Huracán (C)          |
| Unión (VK)      | 1 - 1 | Argentino (G)        |

### Grupo F
| Equipo                                | Pts | PJ | PG | PE | PP | GF | GC | Dif |
| ------------------------------------- | --- | -- | -- | -- | -- | -- | -- | --- |
| Sarmiento (La Banda)                  | 24  | 10 | 7  | 3  | 0  | 22 | 6  | +16 |
| Central Córdoba (Santiago del Estero) | 23  | 10 | 7  | 2  | 1  | 21 | 3  | +18 |
| Atlético Concepción                   | 22  | 10 | 7  | 1  | 2  | 24 | 13 | +11 |
| Argentino del Norte (Salta)           | 10  | 10 | 3  | 1  | 6  | 12 | 22 | -10 |
| Sportivo San José (Metán)             | 7   | 10 | 2  | 1  | 7  | 13 | 23 | -10 |
| Deportivo Sumalao (Valle Viejo)       | 0   | 10 | 0  | 0  | 10 | 4  | 29 | -25 |

|  | Clasificado a la siguiente fase. |

| Argentino del Norte  | 3 - 1 | Sp. San José          |
| Sarmiento (La Banda) | 0 - 0 | Central Córdoba (SdE) |
| Deportivo Sumalao    | 0 - 2 | Atlético Concepción   |

| Deportivo Sumalao     | 0 - 2 | Argentino del Norte  |
| Atlético Concepción   | 1 - 2 | Sarmiento (La Banda) |
| Central Córdoba (SdE) | 4 - 1 | Sp. San José         |

| Argentino del Norte  | 0 - 2 | Central Córdoba (SdE) |
| Sp. San José         | 2 - 3 | Atlético Concepción   |
| Sarmiento (La Banda) | 5 - 1 | Deportivo Sumalao     |

| Sarmiento (La Banda) | 4 - 0 | Argentino del Norte   |
| Deportivo Sumalao    | 0 - 2 | Sp. San José          |
| Atlético Concepción  | 0 - 2 | Central Córdoba (SdE) |

| Argentino del Norte   | 2 - 4 | Atlético Concepción  |
| Central Córdoba (SdE) | 4 - 0 | Deportivo Sumalao    |
| Sp. San José          | 0 - 1 | Sarmiento (La Banda) |

| Sp. San José          | 3 - 3 | Argentino del Norte  |
| Central Córdoba (SdE) | 1 - 1 | Sarmiento (La Banda) |
| Atlético Concepción   | 3 - 2 | Deportivo Sumalao    |

| Argentino del Norte  | 2 - 1 | Deportivo Sumalao     |
| Sarmiento (La Banda) | 3 - 3 | Atlético Concepción   |
| Sp. San José         | 0 - 3 | Central Córdoba (SdE) |

| Central Córdoba (SdE) | 3 - 0 | Argentino del Norte  |
| Atlético Concepción   | 4 - 0 | Sp. San José         |
| Deportivo Sumalao     | 0 - 3 | Sarmiento (La Banda) |

| Argentino del Norte   | 0 - 1 | Sarmiento (La Banda) |
| Sp. San José          | 4 - 0 | Deportivo Sumalao    |
| Central Córdoba (SdE) | 0 - 1 | Atlético Concepción  |

| Atlético Concepción  | 3 - 0 | Argentino del Norte   |
| Deportivo Sumalao    | 0 - 2 | Central Córdoba (SdE) |
| Sarmiento (La Banda) | 2 - 0 | Sp. San José          |

### Grupo G
| Equipo                           | Pts | PJ | PG | PE | PP | GF | GC | Dif |
| -------------------------------- | --- | -- | -- | -- | -- | -- | -- | --- |
| Barrio Norte (Gualeguay)         | 18  | 8  | 5  | 3  | 0  | 14 | 3  | +11 |
| Cultural de Crespo               | 15  | 8  | 4  | 3  | 1  | 8  | 5  | +3  |
| Talleres (Federal)               | 13  | 8  | 3  | 4  | 1  | 12 | 6  | +12 |
| Almagro (Concepción del Uruguay) | 4   | 8  | 1  | 1  | 6  | 8  | 18 | -10 |
| Newbery y Everton (Cruz Alta)    | 4   | 8  | 1  | 1  | 6  | 8  | 18 | -10 |

|  | Clasificado a la siguiente fase. |

| Talleres (Federal)       | 1 - 1 | Barrio Norte (Gualeguay) |
| Cultural de Crespo       | 1 - 0 | Almagro (CdU)            |
| Libre: Newbery y Everton |       |                          |

| Almagro (CdU)             | 0 - 0 | Talleres (Federal) |
| Barrio Norte (Gualeguay)  | 2 - 0 | Newbery y Everton  |
| Libre: Cultural de Crespo |       |                    |

| Newbery y Everton               | 2 - 0 | Almagro (CdU)      |
| Talleres (Federal)              | 1 - 2 | Cultural de Crespo |
| Libre: Barrio Norte (Gualeguay) |       |                    |

| Cultural de Crespo        | 1 - 1 | Newbery y Everton        |
| Almagro (CdU)             | 1 - 2 | Barrio Norte (Gualeguay) |
| Libre: Talleres (Federal) |       |                          |

| Barrio Norte (Gualeguay) | 0 - 0 | Cultural de Crespo |
| Newbery y Everton        | 0 - 4 | Talleres (Federal) |
| Libre: Almagro (CdU)     |       |                    |

| Barrio Norte (Gualeguay) | 0 - 0 | Talleres (Federal) |
| Almagro (CdU)            | 0 - 1 | Cultural de Crespo |
| Libre: Newbery y Everton |       |                    |

| Talleres (Federal)        | 3 - 2 | Almagro (CdU)            |
| Newbery y Everton         | 0 - 1 | Barrio Norte (Gualeguay) |
| Libre: Cultural de Crespo |       |                          |

| Almagro (CdU)                   | 4 - 3 | Newbery y Everton  |
| Cultural de Crespo              | 0 - 0 | Talleres (Federal) |
| Libre: Barrio Norte (Gualeguay) |       |                    |

| Newbery y Everton         | 1 - 3 | Cultural de Crespo |
| Barrio Norte (Gualeguay)  | 6 - 1 | Almagro (CdU)      |
| Libre: Talleres (Federal) |       |                    |

| Cultural de Crespo   | 0 - 2 | Barrio Norte (Gualeguay) |
| Talleres (Federal)   | 3 - 1 | Newbery y Everton        |
| Libre: Almagro (CdU) |       |                          |

### Grupo H
| Equipo                      | Pts | PJ | PG | PE | PP | GF | GC | Dif |
| --------------------------- | --- | -- | -- | -- | -- | -- | -- | --- |
| Brown de Arrecifes          | 19  | 8  | 6  | 1  | 1  | 23 | 7  | +16 |
| Huracán (Tres Arroyos)      | 16  | 8  | 5  | 1  | 2  | 19 | 10 | +9  |
| San Lorenzo (Mar del Plata) | 11  | 8  | 3  | 2  | 3  | 11 | 13 | -2  |
| Liniers (Bahía Blanca)      | 10  | 8  | 3  | 1  | 4  | 14 | 18 | -4  |
| Ferrocarril Sud (Tandil)    | 1   | 8  | 0  | 1  | 7  | 3  | 22 | -19 |

|  | Clasificado a la siguiente fase. |

| San Lorenzo (MdP)          | 1 - 3 | Liniers (BB)       |
| Huracán (TA)               | 0 - 3 | Brown de Arrecifes |
| Libre: Ferrocarril Sud (T) |       |                    |

| Liniers (BB)        | 2 - 0 | Ferrocarril Sud (T) |
| Brown de Arrecifes  | 2 - 0 | San Lorenzo (MdP)   |
| Libre: Huracán (TA) |       |                     |

| San Lorenzo (MdP)   | 3 - 2 | Huracán (TA)       |
| Ferrocarril Sud (T) | 1 - 5 | Brown de Arrecifes |
| Libre: Liniers (BB) |       |                    |

| Huracán (TA)             | 4 - 0 | Ferrocarril Sud (T) |
| Brown de Arrecifes       | 4 - 1 | Liniers (BB)        |
| Libre: San Lorenzo (MdP) |       |                     |

| Ferrocarril Sud (T)       | 0 - 1 | San Lorenzo (MdP) |
| Liniers (BB)              | 2 - 3 | Huracán (TA)      |
| Libre: Brown de Arrecifes |       |                   |

| Liniers (BB)               | 2 - 2 | San Lorenzo (MdP) |
| Brown de Arrecifes         | 5 - 0 | Huracán (TA)      |
| Libre: Ferrocarril Sud (T) |       |                   |

| Ferrocarril Sud (T) | 1 - 4 | Liniers (BB)       |
| San Lorenzo (MdP)   | 4 - 3 | Brown de Arrecifes |
| Libre: Huracán (TA) |       |                    |

| Brown de Arrecifes  | 3 - 1 | Ferrocarril Sud (T) |
| Huracán (TA)        | 1 - 0 | San Lorenzo (MdP)   |
| Libre: Liniers (BB) |       |                     |

| Liniers (BB)             | 0 - 1 | Brown de Arrecifes |
| Ferrocarril Sud (T)      | 0 - 3 | Huracán (TA)       |
| Libre: San Lorenzo (MdP) |       |                    |

| San Lorenzo (MdP)         | 0 - 0 | Ferrocarril Sud (T) |
| Huracán (TA)              | 6 - 0 | Liniers (BB)        |
| Libre: Brown de Arrecifes |       |                     |

## Tercera fase
La tercera fase fue disputada por los ocho ganadores de grupo, los cuales fueron divididos en dos grupos de llaves de cuatro equipos cada una, a fin de determinar dos ascensos a la siguiente temporada del Torneo Argentino A. 
Almirante Brown de Arrecifes y Mataderos de Necochea, ambos de Buenos Aires, obtuvieron los dos ascensos.

### Primer ascenso
|  | Semifinales              | Semifinales              | Semifinales              |   |                          | Final                   | Final                   | Final                   |  |
|  | 24 y 31 de marzo de 1996 | 24 y 31 de marzo de 1996 | 24 y 31 de marzo de 1996 |   |                          | 7 y 14 de abril de 1996 | 7 y 14 de abril de 1996 | 7 y 14 de abril de 1996 |  |
|  |                          |                          |                          |   |                          |                         |                         |                         |  |
|  |                          |                          |                          |   |                          |                         |                         |                         |  |
|  | San Martín (Monte Comán) | 3                        | 2                        |   |                          |                         |                         |                         |  |
|  | San Martín (Monte Comán) | 3                        | 2                        |   |                          |                         |                         |                         |  |
|  | Sarmiento (Resistencia)  | 1                        | 3                        |   |                          |                         |                         |                         |  |
|  | Sarmiento (Resistencia)  | 1                        | 3                        |   | San Martín (Monte Comán) | 3                       | 1                       |                         |  |
|  |                          |                          |                          |   | San Martín (Monte Comán) | 3                       | 1                       |                         |  |
|  |                          |                          | Mataderos (Necochea)     | 1 | 4                        |                         |                         |                         |  |
|  | Mataderos (Necochea)     | 3                        | Mataderos (Necochea)     | 1 | 4                        | 1                       |                         |                         |  |
|  | Mataderos (Necochea)     | 3                        |                          |   |                          | 1                       |                         |                         |  |
|  | Unión Deportiva Catriel  | 0                        | 2                        |   |                          |                         |                         |                         |  |
|  | Unión Deportiva Catriel  | 0                        | 2                        |   |                          |                         |                         |                         |  |
|  |                          |                          |                          |   |                          |                         |                         |                         |  |

Siempre el equipo situado primero (arriba) ejerció la localía en el primer partido.

#### Semifinales
Primer partido
| Fecha       | Lugar       | Equipo 1   | Resultado | Equipo 2      |
| ----------- | ----------- | ---------- | --------- | ------------- |
| 24 de marzo | Necochea    | Mataderos  | 3 - 0     | U. D. Catriel |
| 24 de marzo | Monte Comán | San Martín | 3 - 1     | Sarmiento     |

Segundo partido
| Fecha       | Lugar       | Equipo 1      | Resultado | Equipo 2   |
| ----------- | ----------- | ------------- | --------- | ---------- |
| 31 de marzo | Catriel     | U. D. Catriel | 2 - 1     | Mataderos  |
| 31 de marzo | Resistencia | Sarmiento     | 3 - 2     | San Martín |

#### Final
| Fecha       | Lugar       | Equipo 1   | Resultado | Equipo 2   |
| ----------- | ----------- | ---------- | --------- | ---------- |
| 7 de abril  | Monte Comán | San Martín | 3 - 1     | Mataderos  |
| 14 de abril | Necochea    | Mataderos  | 4 - 1     | San Martín |

### Segundo ascenso
|  | Semifinales                       | Semifinales              | Semifinales              |   |                    | Final                   | Final                   | Final                   |  |
|  | 24 y 31 de marzo de 1996          | 24 y 31 de marzo de 1996 | 24 y 31 de marzo de 1996 |   |                    | 7 y 14 de abril de 1996 | 7 y 14 de abril de 1996 | 7 y 14 de abril de 1996 |  |
|  |                                   |                          |                          |   |                    |                         |                         |                         |  |
|  |                                   |                          |                          |   |                    |                         |                         |                         |  |
|  | Barrio Norte (Gualeguay)          | 0                        | 1                        |   |                    |                         |                         |                         |  |
|  | Barrio Norte (Gualeguay)          | 0                        | 1                        |   |                    |                         |                         |                         |  |
|  | Brown de Arrecifes                | 0                        | 5                        |   |                    |                         |                         |                         |  |
|  | Brown de Arrecifes                | 0                        | 5                        |   | Brown de Arrecifes | 2                       | 2                       |                         |  |
|  |                                   |                          |                          |   | Brown de Arrecifes | 2                       | 2                       |                         |  |
|  |                                   |                          | Sarmiento (La Banda)     | 1 | 0                  |                         |                         |                         |  |
|  | Sarmiento (La Banda)              | 1                        | Sarmiento (La Banda)     | 1 | 0                  | 0(3)                    |                         |                         |  |
|  | Sarmiento (La Banda)              | 1                        |                          |   |                    | 0(3)                    |                         |                         |  |
|  | Sporting Club Victoria (San Luis) | 0                        | 1(2)                     |   |                    |                         |                         |                         |  |
|  | Sporting Club Victoria (San Luis) | 0                        | 1(2)                     |   |                    |                         |                         |                         |  |
|  |                                   |                          |                          |   |                    |                         |                         |                         |  |

Siempre el equipo situado primero (arriba) ejerce la localía en el primer partido.

#### Semifinales
Primer partido
| Fecha       | Lugar     | Equipo 1     | Resultado | Equipo 2        |
| ----------- | --------- | ------------ | --------- | --------------- |
| 24 de marzo | Gualeguay | Barrio Norte | 0 - 0     | Almirante Brown |
| 24 de marzo | La Banda  | Sarmiento    | 1 - 0     | S. C. Victoria  |

Segundo partido
| Fecha       | Lugar     | Equipo 1        | Resultado   | Equipo 2     |
| ----------- | --------- | --------------- | ----------- | ------------ |
| 31 de marzo | Arrecifes | Almirante Brown | 5 - 1       | Barrio Norte |
| 31 de marzo | San Luis  | S. C. Victoria  | 1 - 0 (2-3) | Sarmiento    |

#### Final
| Fecha       | Lugar     | Equipo 1        | Resultado | Equipo 2        |
| ----------- | --------- | --------------- | --------- | --------------- |
| 7 de abril  | Arrecifes | Almirante Brown | 2 - 1     | Sarmiento       |
| 14 de abril | La Banda  | Sarmiento       | 0 - 2     | Almirante Brown |